# Aceite de oliva

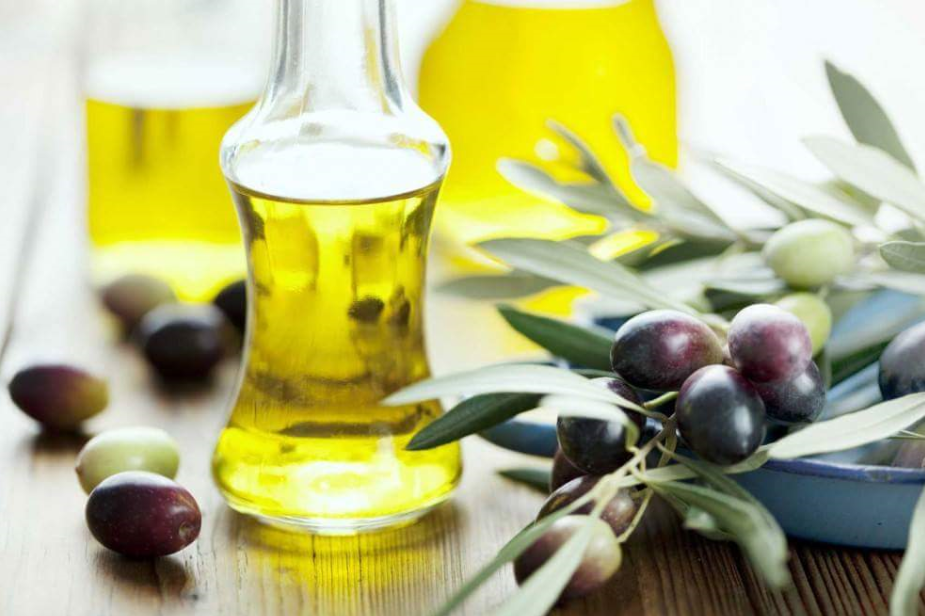
Aceite de oliva producido en el Valle del Limarí, Chile

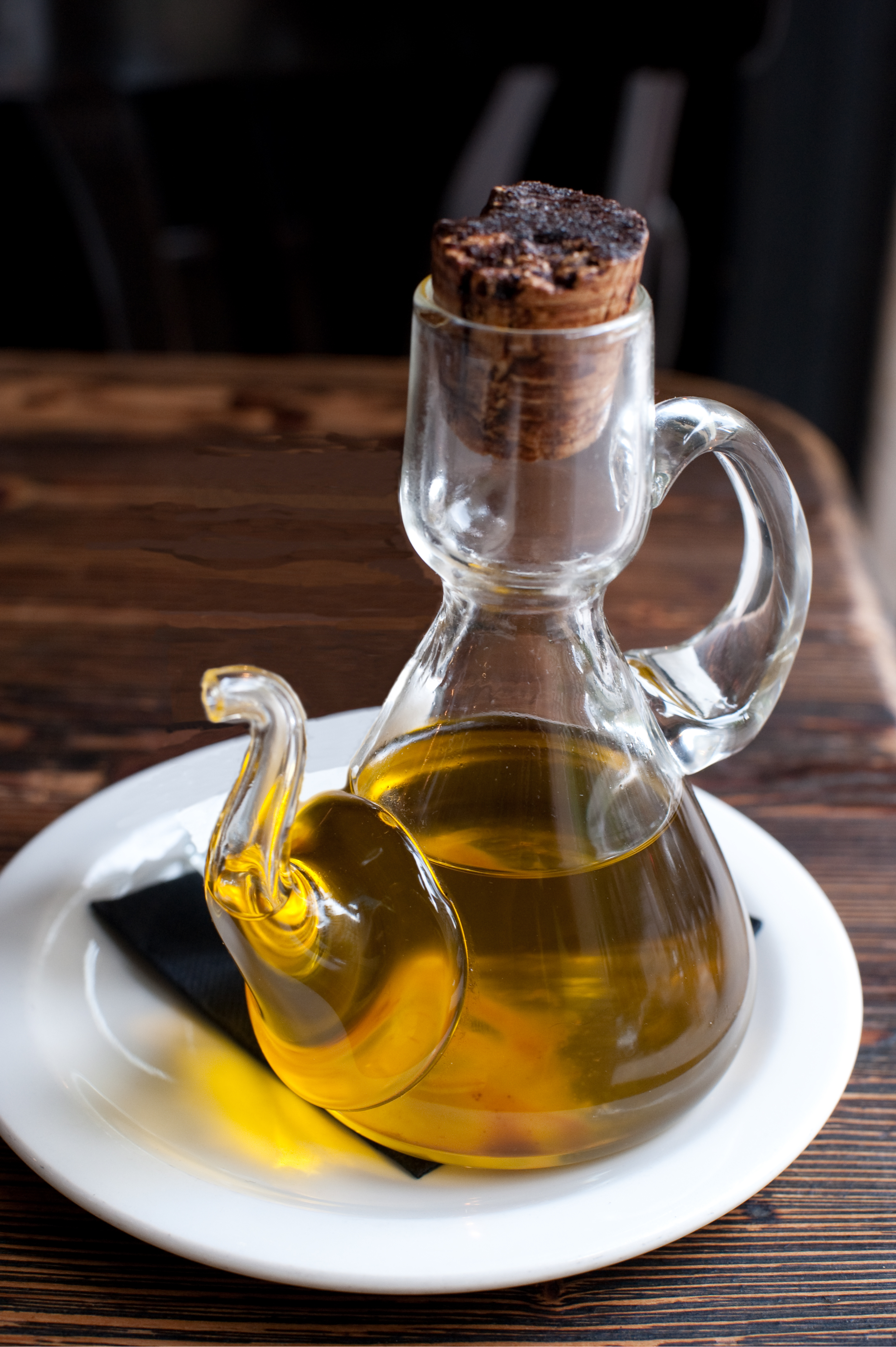
Aceite de oliva en una aceitera.

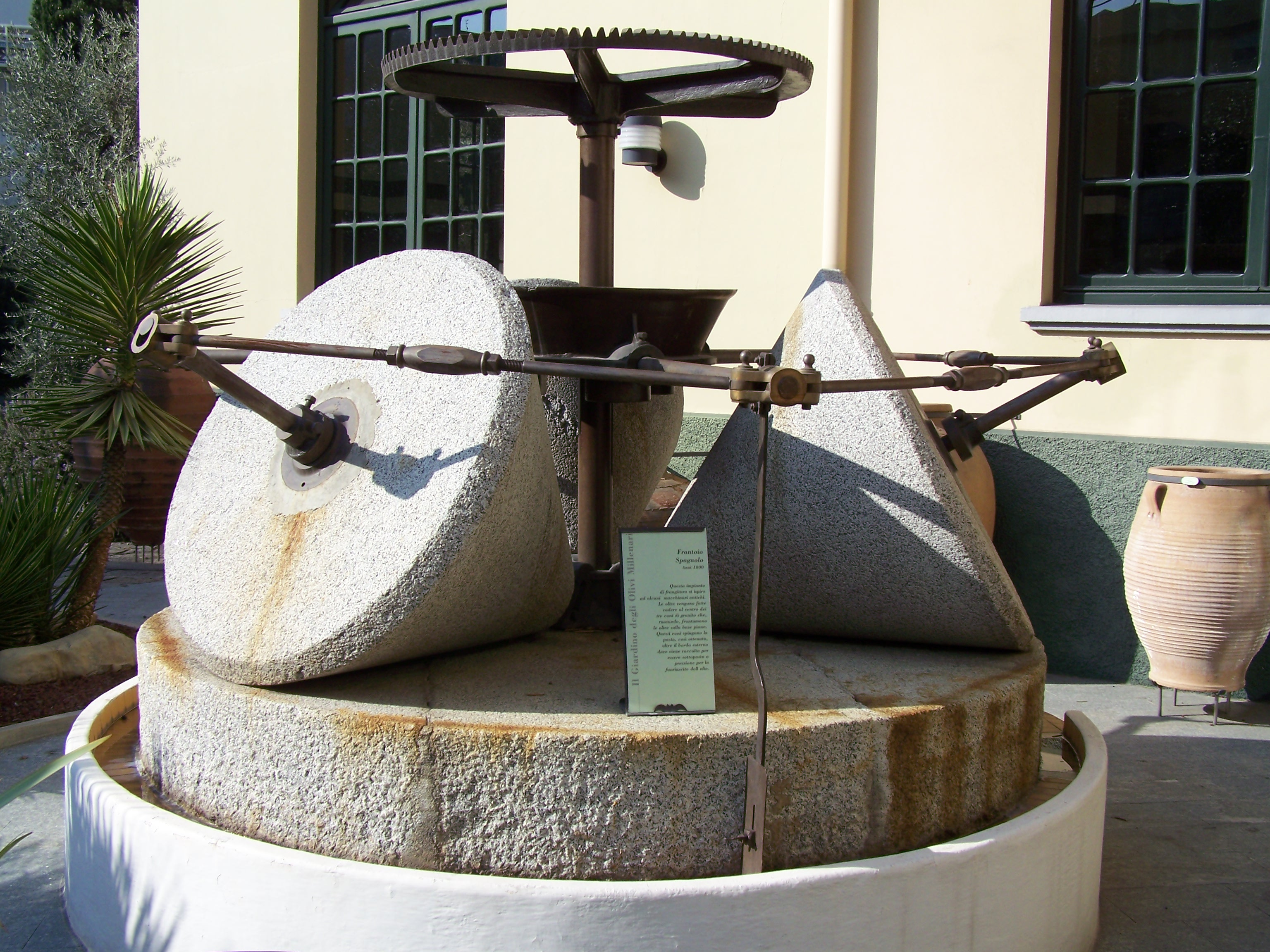
Almazara con tres muelas cónicas del siglo XIX.

El aceite de oliva es un aceite vegetal de uso principalmente culinario. Se obtiene del fruto del olivo (Olea europaea), denominado oliva o aceituna. Casi la tercera parte de la pulpa de la aceituna es aceite. Por esta razón, desde la Antigüedad se ha extraído fácilmente con una simple presión ejercida por un molino. En España las instalaciones donde se obtiene el aceite reciben el nombre de almazaras. Además del culinario, el aceite de oliva también se ha empleado para otros usos diversos como cosmética, medicina, religión y para las lámparas de aceite.
La oliva o aceituna no se suele comer cruda debido a la amargura de su sabor (principalmente debida a la presencia de compuestos fenólicos). Este sabor se reduce mucho aplicando diversos procesos de macerado. No obstante el 90 % de la producción mundial de olivas se emplea en producir aceite.
Histórica y culturalmente ha sido un producto muy ligado al área del Mediterráneo. De hecho, tan solo un 3 % de la producción mundial se obtiene actualmente fuera del área mediterránea. España produce casi la mitad del aceite de oliva de todo el mundo, seguida por Italia y Grecia. Estos tres países acaparan las tres cuartas partes de la producción mundial.
El aceite se extrae de aceitunas maduras de entre seis y ocho meses, cuando contienen su máxima cantidad de aceite, lo que suele ocurrir a finales de otoño. Las aceitunas se someten a una primera presión con el objeto de extraer su zumo. La calidad del aceite depende en gran medida del procesado posterior. Por esta razón, los productores vigilan estos pasos con sumo cuidado. La calidad del aceite de oliva se juzga por sus propiedades organolépticas y por su contenido de ácidos grasos libres. Existen regulaciones en la Unión Europea sobre las clasificaciones del aceite en seis categorías, en función de la concentración de ácidos grasos.
Cabe distinguir el cultivo olivarero y su estudio científico (denominado olivicultura) de la extracción del aceite de oliva y su estudio (denominado elaiotecnia, del griego elaion, que significa aceite). Más en general, la elaiotecnia es la ciencia que estudia la extracción de aceites vegetales de cualquier origen, como puede ser el mismo aceite de oliva, el de girasol, el de cacahuete, el de palma, etc.
Hoy el aceite de oliva se comercializa envasado en botellas (de cristal o plástico), así como en bidones protegidos de la luz. 

## Historia del aceite de oliva

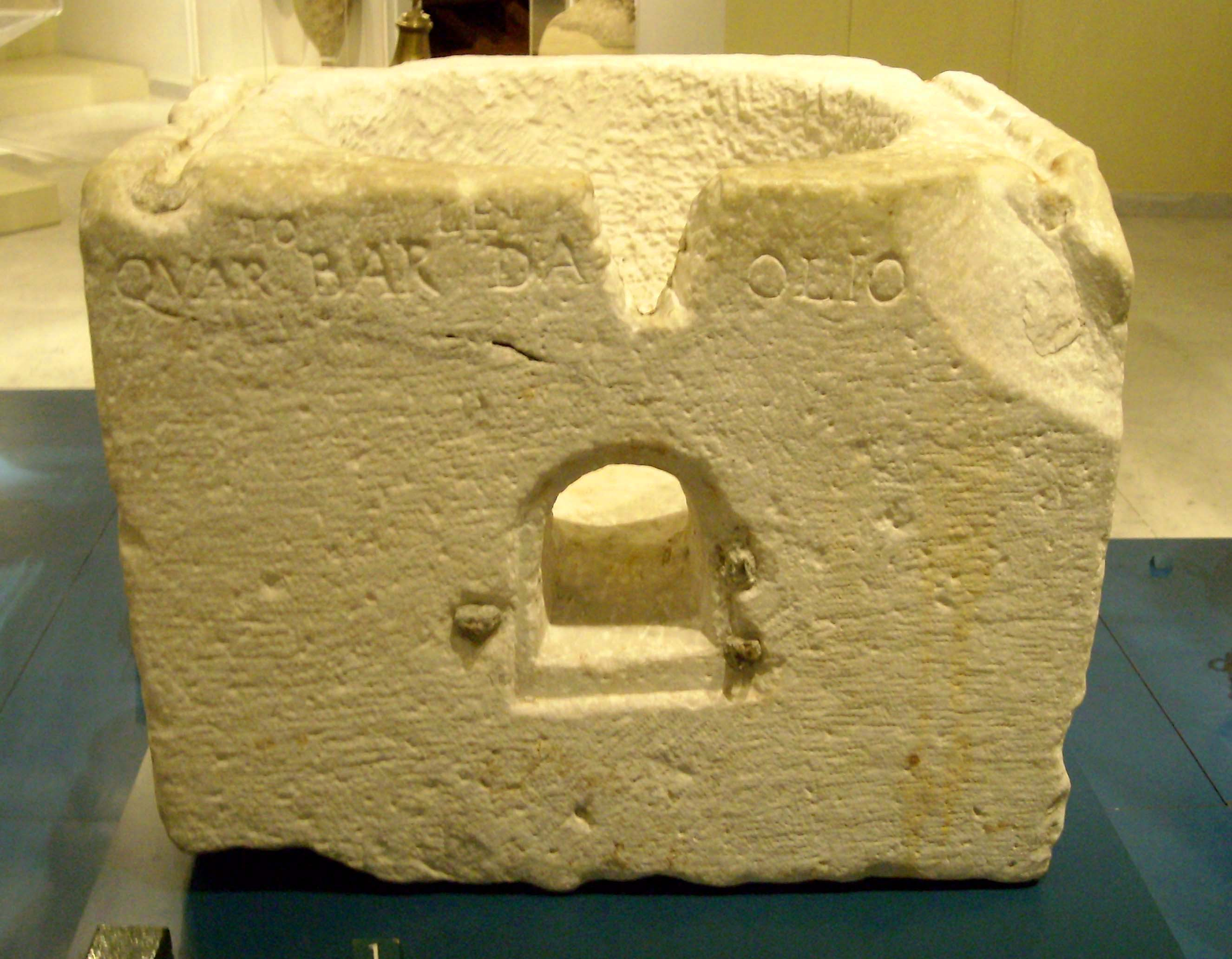
Medida del aceite de oliva en un museo romano.

Los aceites vegetales se han empleado en la historia de forma habitual. Se ha empleado en la gastronomía, aunque también se le han dado otros usos como los religiosos, la cosmética y como combustible en la iluminación para las lámparas de aceite de la vida diaria y en los templos.
El origen de la producción de aceite de oliva hay que buscarlo en la antigüedad en el Creciente Fértil (que va desde los ríos Tigris y Éufrates hasta el Nilo). En el 4000 a. C. se realizó un cruce entre una variedad africana de olivo y otra oriental para dar una especie con frutos grandes para extraer su aceite. En excavaciones realizadas en la zona se han encontrado molinos de aceite. Se sospecha que las primeras plantaciones se realizaron en la extensa área que va desde Siria a Canaán (desde el 5000 a. C. hasta comienzos del 3000 a. C.). Se cree que este uso de la aceituna quizás naciera con la agricultura. No obstante, se conocen usos del árbol del olivo en el Paleolítico Superior (12 000 a. C.).
En Egipto, hacia el 2000 a. C., se comenzó a usar el aceite de oliva con fines cosméticos. Ya los egipcios apuntaban a Isis como la diosa que enseñó a los hombres el cultivo del olivo. Los mismos egipcios empezaron a comercializar el aceite de oliva importándolo de Creta. En el interior de las cámaras funerarias se ven representadas vasijas y ánforas con aceite de oliva. Este aceite sería un producto común en el Mediterráneo, junto con el pan y el vino.
La producción oleícola llegó a los griegos a mediados del II milenio a. C., a través de la conquista micénica de Creta (donde se documenta la producción de aceite y su uso ritual desde el período minoico antiguo). En la posterior civilización helénica de esta área, el aceite de oliva siempre tuvo un importante papel. En la época de la expansión colonial griega, en torno al siglo VII a. C., los griegos llevaron la producción de aceite a Italia.
Los fenicios, el gran pueblo comerciante de la antigüedad mediterránea, llevó el cultivo del olivo a las costas del sur de la península ibérica, la actual Andalucía, hacia el siglo XI a. C. Pronto dicha tierra habría de convertirse en una de las principales zonas de producción del oro líquido. Fueron los fenicios los que asimismo introdujeron la producción oleícola en el Magreb y Cerdeña.
Las costas de Tripolitania, la provincia Bética y el Mediterráneo francés fueron los tres grandes centros de producción de aceite durante los siglos del Imperio. En la Hispania romana, la provincia Bética (suroeste de la península ibérica) alcanzó una gran prosperidad, en parte debido a las exportaciones de aceite de oliva. Una muestra del comercio de Hispania con Roma es el monte Testaccio. El Testaccio, o monte de los tiestos, es una colina artificial de 250 × 150 m (metros) en su base y de más de 50 m de altura, formada por los millones de restos de ánforas olearias (de aceite de oliva), arrojadas en él durante casi trescientos años, desde la época de Augusto, hasta mediados del siglo III, donde el 80 % corresponde a ánforas béticas. La tradición popular de la capital de Italia, que recoge historias de la colina como testimonio de la gloria de Roma, conserva la leyenda de que se trataría del lugar donde se arrojaban las ánforas que contenían el tributo de todas las provincias a la ciudad imperial. En la enormidad de ese monte, los habitantes de la ciudad veían un símbolo del poder de la Roma antigua y de la bonanza económica de su gran imperio. No obstante, la tradición popular yerra en su identificación: el Testaccio está formado mayoritariamente por ánforas de una sola provincia, la Bética y, en menor medida, de la Tripolitania, según el modelo (Dressel) de vasija hallados en dicho yacimiento romano.
En la antigüedad, igual que actualmente, el centro de la producción andaluza se encontraba en el valle del Guadalquivir, si bien entonces el mayor peso recaía algo más al oeste que actualmente, ya que el predominio está en las provincias de Jaén y Córdoba. 

## Recolección de la aceituna

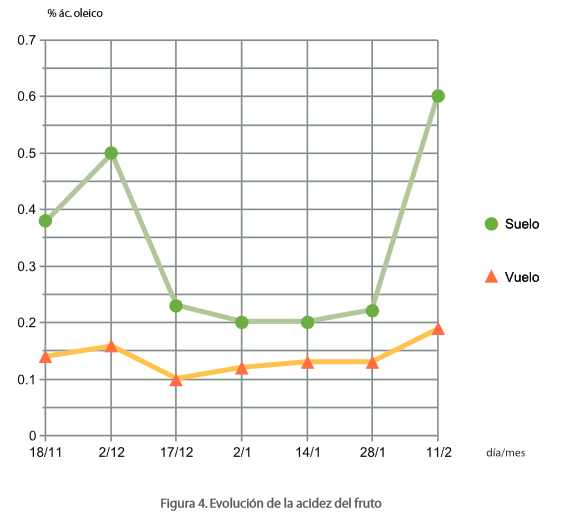
Evolución del porcentaje de ácido oleico con respecto al tiempo en la aceituna.

Las aceitunas deben recolectarse de los olivares a finales de otoño o comienzos de invierno. Se escoge el instante en el que las aceitunas tienen su máximo nivel de ácidos grasos en la pulpa de la oliva. La recolección de la aceituna es una labor agrícola con gran importancia en los costes de producción y una marcada influencia en la calidad del aceite obtenido. La época de recolección influye directamente en la composición de los aceites y en los caracteres sensoriales de los mismos. Estas variaciones en el contenido de polifenoles inciden sobre las características sensoriales de los aceites. A medida que avanza la maduración del fruto los aromas se apagan y se suavizan los sabores. El color también experimenta cambios en función de la época de recolección de la aceituna, al principio predominan los aceites verdes, de diversas tonalidades en función de la variedad, virando hacia el amarillo-oro al avanzar la época de recolección como consecuencia de la disminución paulatina de la relación clorofila-carotenos. En zonas muy frías se recomienda recoger el fruto antes de que aparezcan las primeras heladas que provocan pérdida de atributos en el aceite obtenido. Si por el contrario se retrasa la recolección con respecto a la época apropiada, aparece la caída natural del fruto, potenciada por los vientos y directamente relacionada con la variedad. Una vez el fruto en el suelo sufre una serie de alteraciones que deterioran la calidad de los aceites obtenidos, esencialmente se incrementa la acidez conforme transcurre el tiempo que permanece en la tierra. Es imprescindible recolectar, transportar y procesar «separadamente» los frutos caídos al suelo y los prendidos del olivo, o del vuelo, pues pequeñas cantidades de frutos del suelo pueden alterar de forma importante los recolectados del olivo, si se mezclan para su procesado. Los sistemas de recolección son: el ordeño, el vareo, la vibración y la recogida del suelo.
- El ordeño. Frecuentemente, se utiliza en la recolección de aceituna de mesa y, en menor medida, para la obtención de un aceite de oliva de máxima calidad. La aceituna apenas sufre daños y el proceso se realiza a mano o con escasa mecanización. El fruto no debe estar demasiado maduro porque, de ser así, habría caído al suelo y no se podría realizar el ordeño.[13]

- El vareo. Se precisa una vara o pértiga de longitud variable (hasta 4 m). Se golpean (varean) las ramas del olivo y la aceituna va cayendo sobre lienzos o al suelo.

- La vibración. Hoy en día se realiza mecánicamente con vibradores autopropulsados, que son pinzas vibradoras acopladas al tractor, o bien con vibradoras motorizadas de mano. Antiguamente los braceros sacudían manualmente las ramas para desprender la aceituna. Existe una maquinaria vibradora que consiste en un vibrador autopropulsado con algo similar a un paraguas para recoger la aceituna.[13]

- La recogida del suelo. Ya sea el derribo de la aceituna por maduración, vareo o vibración, es preciso un mecanismo para recogerla posteriormente. Esto suele hacerse con mantas o lienzos, o mediante un mecanismo recolector que incorpore algo similar a un paraguas. Para recoger la aceituna del suelo es preciso haber aplanado y cercado el suelo alrededor del olivo para facilitar la tarea (a esto se le conoce como «hacer suelos»).[13] El método más rudimentario para recoger la aceituna del suelo es hacerlo manualmente una a una, lo cual es muy tedioso. También se puede barrer la aceituna, aspirarla con un aspirador especialmente diseñado o soplar a las aceitunas para amontonarlas.

El empleo de herbicidas en la base de los olivos tiende a abandonarse debido a que deja residuos en los aceites.

## Elaboración y obtención del aceite

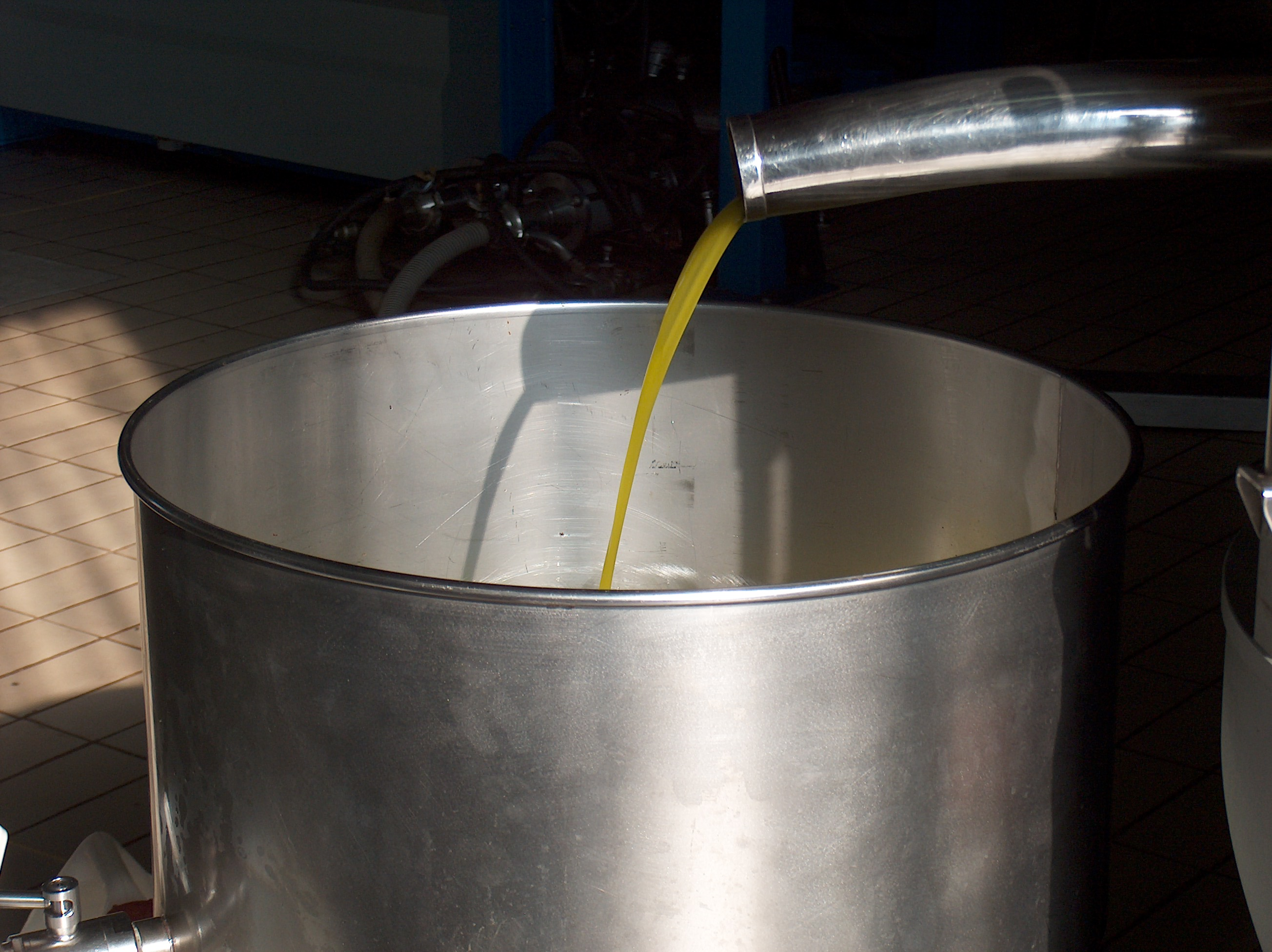
Aceite de oliva ya extraído tras el centrifugado.

Las aceitunas recolectadas son trasladadas a una instalación que recibe el nombre de almazara (del árabe al-mas'sara que significa ‘extraer’, ‘exprimir’). En esta instalación se obtiene el aceite de oliva. La almazara consta de tres zonas básicas: la nave de recepción, la zona de elaboración y la bodega. La almazara que pertenece a un empresario o a una sociedad mercantil recibe el nombre de almazara industrial.

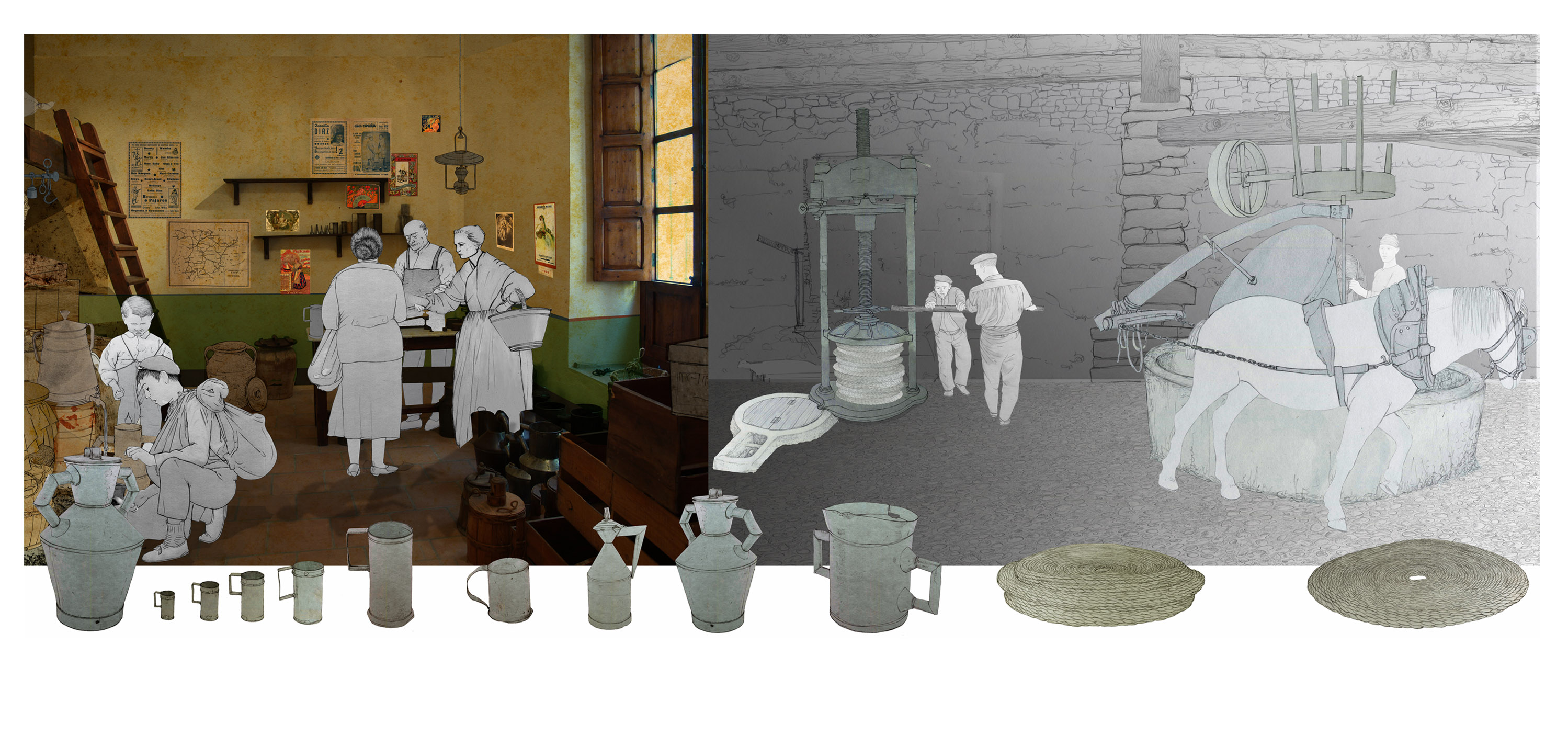
Imágenes relacionadas con la elaboración del aceite. Ilustraciones de Andrés Marín Jarque para la exposición permanente "Secano y Montaña" del Museo Valenciano de Etnología.

Las aceitunas se limpian y criban, eliminando residuos como hojas, tallos, tierra o pequeñas piedras. El troje es el espacio dividido por tabiques donde se guarda la aceituna en la almazara a la espera de ser molida.
Lo ideal es procesar las aceitunas en las 24 horas siguientes a su recogida para evitar que empeore su calidad. De no hacerse de esta forma puede tener lugar el atrojado del fruto, que es la principal razón del aumento de acidez del aceite. El atrojado es el sabor característico del aceite que se obtiene de aceitunas que se han amontonado y han fermentado. Tal y como está estructurado el proceso, a veces es obligatorio atrojar parte de la cosecha, aunque habitualmente se tendrá en espera aquel fruto que se encuentre en peor estado tras su recogida y que no pueda dar un producto de una especial calidad.

### Molienda

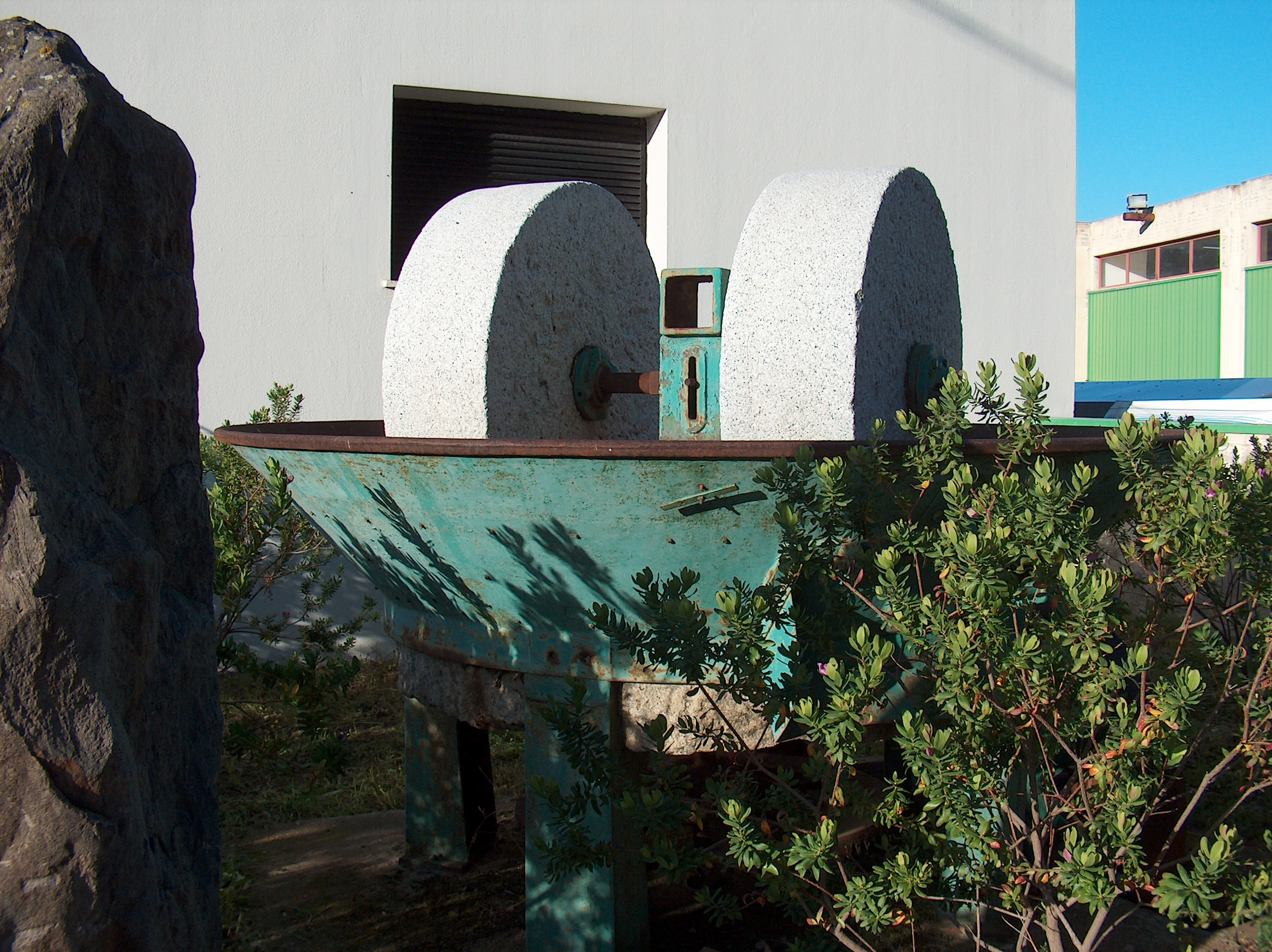
Almazara clásica con dos muelas de piedra.

Con ella se rompen las paredes de las células de los tejidos vegetales de la aceituna liberando el aceite que contienen. El proceso de prensado produce también un producto no oleoso conocido desde la época de los romanos como amurca.

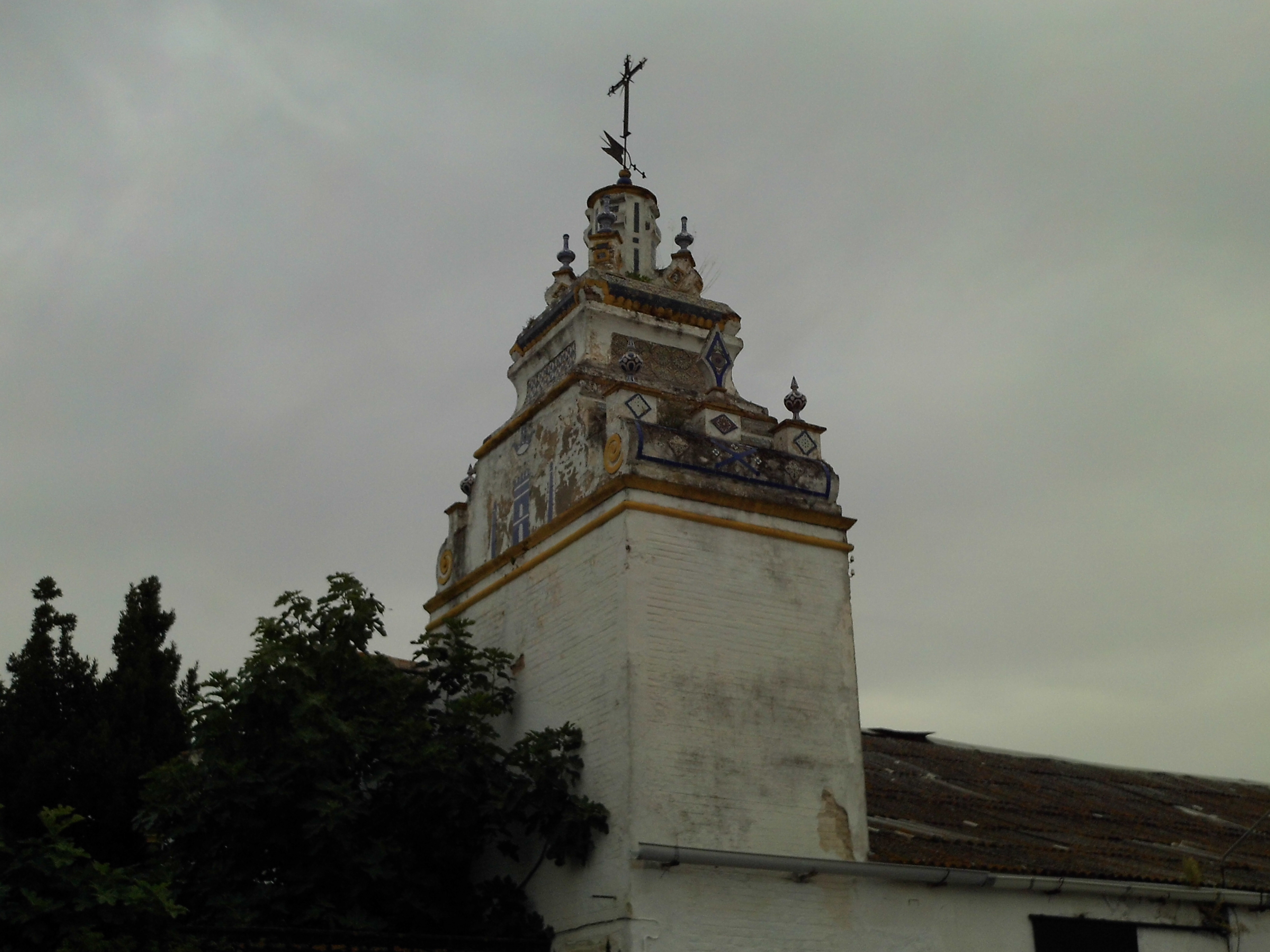
Torre de contrapeso del molino de torre de la antigua hacienda Tilly, en Valencina de la Concepción, Sevilla.

Antiguamente se utilizaban molinos de piedra (empiedros), algunas veces con forma cónica, e impulsados por acción animal; posteriormente se utilizó energía hidráulica y luego motores de vapor o de explosión. Hoy en día se realiza con máquinas que funcionan con energía eléctrica. También puede usarse el molino de discos dentados, pero es lento y poco productivo. Antes de la industrialización era habitual que las muelas (rocas para moler) se encontrasen en la base de una torre de planta rectangular en las instalaciones de la hacienda. La torre contaba en su interior con un mecanismo para mover las muelas, movido por acción humana o animal.
Lo más habitual hoy para la molienda ha pasado a ser el molino de martillos, que es una máquina de metal que tritura la aceituna mediante palas en forma de martillos. Sin embargo, hoy algunos productores están utilizando molinos de piedra funcionando a bajas revoluciones para así poder obtener el dislacerado que se producía en los antiguos empiedros. El dislacerado es un aplastamiento y resbalamiento de la aceituna que favorece la salida del aceite del fruto sin romperlo de forma tan drástica.

### Batido
Tras la molienda tiene lugar una separación entre sólidos y líquidos de la pasta obtenida. Antiguamente se realizaba con prensas hidráulicas con cilindros hechos de capachos de esparto, entre los cuales iba la pasta de aceituna molida previamente. Algunas almazaras antiguas conservan el sistema de prensado por motivos sentimentales y su aceite habitualmente posee un sabor más «avinado» y «capacho». Antiguamente, el líquido obtenido del prensado sufría un proceso de decantación para separar el aceite del alpechín. Hoy los que conservan el prensado separan el aceite del alpechín por decantación o recurren también a la moderna centrifugación.
A partir de la segunda mitad del siglo XX el prensado empezó a sustituirse por unas máquinas denominadas decanters, centrifugadoras de eje horizontal o batidoras horizontales que realizan un proceso de centrifugación. En cualquier caso, antes del prensado o centrifugado es preciso someter a la pasta a un proceso de filtro conocido como tamizado para así quitarle todos los componentes sólidos que sea posible retirar para evitar que fermenten durante el proceso posterior.
Las batidoras se componen de varios cuerpos de acero inoxidable con un sistema de calefacción por agua caliente que se contiene en una capa que las rodea. Lo ideal es trabajar entre los 25 y los 30 °C. A la extracción que no sobrepasa nunca los 27 °C se la conoce como extracción en frío.
Si el tiempo de batido es demasiado largo se produce una disminución de polifenoles, K225 y de la estabilidad del producto, aumentando la intensidad del color y produciendo olores anómalos debido a un exceso de tiempo de contacto entre el aceite y el agua vegetal. En los sistemas continuos de dos fases, al no contener agua en el batido, se puede aumentar el tiempo para conseguir la homogeneización que se desee.
En ocasiones aparecen las llamadas pastas difíciles o emulsionadas, de color púrpura y gelatinosas que dificultan la extracción del aceite. Históricamente se han intentado evitar con el atrojamiento del fruto o controlando la temperatura pero hoy se aconseja evitarlo disminuyendo el ritmo de molturación o añadiendo coadyuvantes como el microtalco natural o las formulaciones enzimáticas.
Dentro de la centrifugación existen dos sistemas: el sistema continuo de dos fases y sistema continuo de tres fases. Lo de sistema continuo se refiere a que la introducción de la masa obtenida en la molienda y la separación del sólido del líquido se ponen en marcha de forma continua.
Sistema continuo de tres fases: se disponen dos salidas para líquidos y otra para sólidos. Por cada una salen separadas la fase más densa (aceite), la fase menos densa (orujo) y una fase intermedia (alpechín). Para este proceso tiene lugar la adición de agua entre 30 y 35 °C.
Sistema continuo de dos fases: se disponen dos salidas, una para el aceite y otra para el alpechín y el orujo, que van mezclados.

### Almacenamiento
El almacenamiento del producto tiene lugar en el almacén o bodega. El material del que estén hechos los trujales (depósitos) debe de ser inerte. El más usado es el acero inoxidable. Dentro de ellos el aceite debe estar protegido de la luz y el aire.
La bodega debe tener calefacción y techos aislantes para mantenerse entre 15 y los 18 °C, una temperatura que favorece la maduración del aceite sin llegar a provocar la oxidación. También es positivo que tenga poca luminosidad.
Debe ser fácilmente limpiable y no deben almacenarse en ella objetos de la almazara, porque esto puede ocasionar olores extraños que pueden perjudicar la calidad del aceite.

## Clasificación de los aceites de oliva
Las distintas calidades de aceituna, los distintos métodos de recolección, el transporte y la elaboración más o menos cuidadosa da lugar a diferentes calidades de aceites de oliva. A continuación se citan las europeas y las de Estados Unidos. En el resto del artículo siempre hablaremos de las calidades europeas.
Uno de los organismos encargados de la regulación del aceite de oliva es el Consejo Oleícola Internacional.

### Clasificación de los aceites de oliva en Europa
La legislación de la Unión Europea (Reglamento (CE) 1234/2007) solo permite comercializar al por menor las siguientes categorías de aceite de oliva:
- Aceite de oliva virgen extra. Este tipo de aceite es de máxima calidad, se obtiene directamente de aceitunas en buen estado únicamente por procedimientos mecánicos, con un sabor y olor intachables y libre de defectos, no pudiendo sobrepasar su grado de acidez los 0,8°, expresado en porcentaje de ácido oleico libre.[29] La mediana de defectos ha de ser igual a 0 y la mediana de frutado mayor de 0. Para abreviar, se utiliza el acrónimo «AOVE»,[30] a veces lexicalizado como «aove».[31]
- Aceite de oliva virgen. Este aceite sigue los mismos parámetros de calidad que el aceite de oliva extra, en cuanto a los métodos de obtención. La diferencia es que no puede superar los 2° de acidez. La mediana de defectos tiene que ser inferior a 3,5 y la mediana de frutado mayor de 0. En otras palabras, los defectos deben ser prácticamente imperceptibles para el consumidor.
- Aceite de oliva. Contiene exclusivamente aceites de oliva refinados y aceites de oliva vírgenes: Es una mezcla de aceite de oliva refinado, que es el obtenido a partir del refinado de los aceites defectuosos, que no han alcanzado los parámetros de calidad anteriormente citados y de aceite de oliva virgen o virgen extra. Como observaremos, ha perdido la palabra «virgen». Ello se debe a que en el proceso de elaboración del aceite refinado se utilizan otros procesos químicos o térmicos de limpieza de aromas, sabores y colores. El grado de acidez de este aceite de oliva no puede ser superior al 1°.
- Aceite de orujo de oliva. Este tipo de aceite es el resultado de la mezcla de aceite de orujo de oliva refinado, procedente del refinado de aceite de orujo de oliva crudo que es el que se obtiene, por medios físicos o químicos, de los orujos resultantes de la molturación de la aceituna, y de aceite de oliva virgen o virgen extra. La graduación final obtenida, en ácido oleico, no será superior a 1°.

Otro tipo de aceite, no comercial, es el aceite de oliva virgen lampante. Es aceite virgen muy defectuoso y que por tanto no se puede consumir directamente como los otros vírgenes. Su nombre le viene de la utilidad que se le dio en tiempos pasados como combustible para las lámparas o candiles. Hoy es el que se utiliza para ser refinado, proceso del que se obtiene el aceite de oliva refinado, no comercializable tal cual por su ausencia de sabor y color, pero que, mezclado con virgen o virgen extra (10 %-20 %), pasa a ser comercializable, denominándose en genérico «aceite de oliva», como ya hemos comentado. Igual que el virgen y el extra, ambos proceden únicamente de aceitunas, pero de baja calidad, debido en su mayor parte a las aceitunas del suelo, las heladas, picadas, etc. Pero tras unos procesos térmicos, físicos y químicos en refinería y un posterior mezclado con vírgenes se puede comercializar, por lo que este tipo de aceite resultante (el aceite de oliva a secas) no es considerado por muchos un auténtico zumo de aceituna ya que se ha sometido a varios procesos distintos a los propios de la almazara. Por eso solo se puede considerar zumo de aceituna a los aceites vírgenes.

### Grados comerciales del USDA
Debido a que Estados Unidos no es miembro del IOOC los grados de comerciales tienen otras categorías legales; es por esta razón por la que las denominaciones de las botellas de aceite que proceden de este país tales como extra virgin (‘virgen extra’) no tienen denominación legal equivalente.
El U.S. Department of Agriculture (USDA) es el organismo encargado de listar los grados del aceite de oliva producido y comercializado en su territorio. Estos grados se establecieron en el año 1948, y están fundamentados en la acidez, la ausencia de defectos, olor y sabor:
- U.S. Grade A o U.S. Fancy: contiene ácidos grasos libres de no más de 1,4 %, y está libre de defectos.
- U.S. Grade B o U.S. Choice: contiene ácidos grasos libres de no más de 2,5 %, y posee una «cantidad razonable de defectos».
- U.S. Grade C o U.S. Standard: contiene ácidos grasos libres de no más de 3,0 %, y posee «algunos defectos».
- U.S. Grade D o U.S. Substandard: contiene ácidos grasos libres de más de 3,0 %, y posee «defectos que cumplen los requerimientos de la ‘U.S. Grade C’».

## Propiedades nutricionales del aceite de oliva

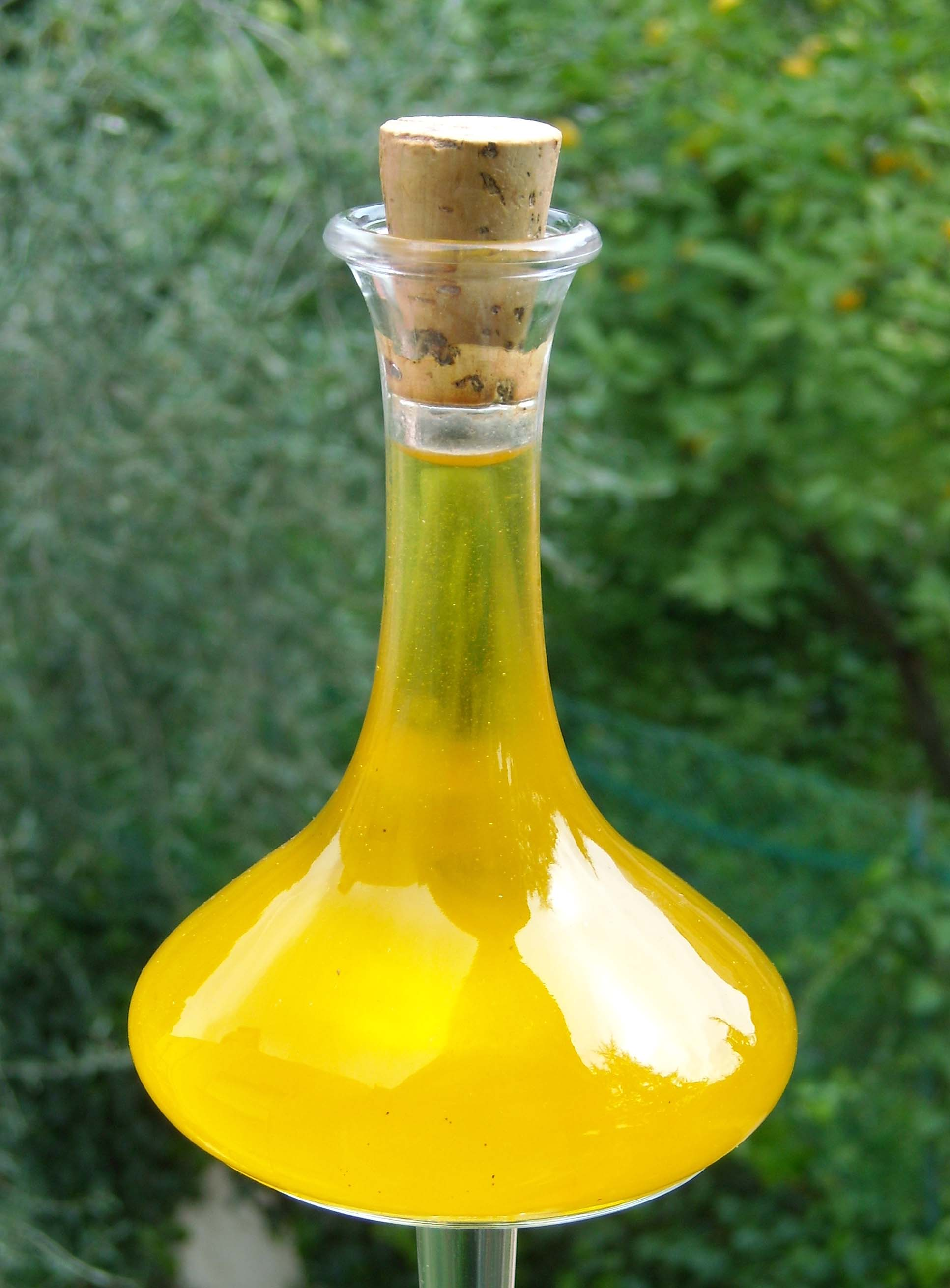
Botella de aceite de oliva procedente de Imperia en Liguria, Italia.

A temperatura ambiente los lípidos pueden ser sólidos, a lo que se le denomina «grasas concretas» (o simplemente grasas), si a temperatura ambiente los lípidos se presentan como líquidos se denominan «aceites». El aceite de oliva es líquido a temperatura ambiente. El aceite de oliva posee algunas propiedades características de todos los aceites vegetales, así como otras particulares de la aceituna. Una de las principales propiedades se deriva de su alto contenido de ácido oleico (llegando de media a un 75 %). Las propiedades dependerán en gran medida de la variedad de aceituna empleada, de la forma en la que se procesó el aceite y de los procedimientos de almacenado.
La acidez de un aceite de oliva viene determinada por su contenido en ácidos grasos libres (es decir, que no formen parte de algún compuesto lipídico) y se expresa por los gramos de ácido oleico por cada 100 g (gramos) de aceite. Estos grados no tienen relación con la intensidad del sabor, sino que son una pauta para catalogar los aceites de oliva.
Un aceite de oliva virgen que resulte defectuoso por su olor y sabor, así como por tener una acidez superior a 2 %, se conoce como aceite de oliva lampante. Este nombre hace referencia al empleo que se hacía de él hasta hace pocos años, ya que se usaba para la iluminación con lámparas o lucernarias. Una vez refinado y casi desprovisto de sabor, olor y color, se mezcla con aceites de oliva vírgenes aromáticos y afrutados (esta operación se denomina encabezar) siendo así aptos para el consumo, y se conocen como aceite de oliva refinado.
El aceite de oliva virgen extra es muy beneficioso para la salud, está recomendado para todas las edades. Algunas de las ventajas de su consumo son:
- Contiene vitamina E: que previene de la oxidación del colesterol malo LDL, lo que daría lugar a la aparición de placas de ateroma o arterioscleróticas, que impiden el correcto flujo sanguíneo a través del sistema arterial. Por su contenido en vitamina E y el efecto antioxidante de esta sobre la membrana celular, el aceite de oliva está especialmente recomendado para la infancia y la tercera edad.
- Polifenoles: poseen una acción antioxidante, previene el envejecimiento celular y también la formación de células cancerosas.
- Grasas monoinsaturadas: ayudan a reducir los niveles de LDL-colesterol o colesterol malo.
- En las personas diabéticas, ayuda a rebajar los niveles de glucemia, por lo que necesitarían menor cantidad de insulina.
- El aceite de oliva virgen extra se infiltra muy poco en el alimento, ya que las variaciones químicas que se producen en la fritura son pequeñas y lentas. Además se realiza una costra en el alimento que no deja que se escapen sus constituyentes. Por eso, es el mejor aceite de oliva para realizar fritos.
- Ayuda al endurecimiento de los huesos, lo que beneficia mucho a las personas adultas.
- Evita la sobreabundancia de colesterol y ayuda a la asimilación de grasas, ya que favorece la síntesis hepática de sales biliares.
- Reduce el ácido de la mucosa esofágica, frena y regula el vaciado del estómago al duodeno, y desciende la acidez gástrica, por lo que se reduce el riesgo de la aparición de úlceras gástricas.
- La cantidad de ácidos grasos satisface totalmente las exigencias nutricionales.

Las grasas (lípidos) son indispensables para el sostenimiento de la vida. Sus funciones de aporte energético al metabolismo se complementan además con otras funciones biológicas de gran importancia, tales como: facilitadores del transporte y absorción de algunas vitaminas (denominadas liposolubles), precursor de algunas hormonas. La presencia de grasas favorece los sabores, haciendo más apetecibles algunos alimentos. Se ha denominado al aceite de oliva como uno de los pilares de la llamada dieta mediterránea, debido al uso intensivo que se hace de él. Las dietas de las personas sedentarias en los países industrializados contienen entre un 30 % y un 45 % de grasas, los deportistas deberían reducir su contenido en un intervalo que va desde 25 %-35 % y los ácidos grasos saturados por debajo de un 10 %. El organismo no tolera bien porcentajes superiores. Las carencias de lípidos reducen el porcentaje hasta por debajo de 1 % en una dieta prolongada durante muchos meses. El aceite de oliva, debido a su procedencia vegetal, no posee esteroles en forma de colesterol.
El aceite de oliva, tanto el virgen como el extra, son ricos en vitaminas A, D, E y K. Favorece la absorción de minerales como el calcio, el fósforo, el magnesio y el zinc; es eficaz en el proceso digestivo, evitando la acidez gástrica y facilitando el tránsito intestinal. Mejora el control de la presión arterial. Ayuda a controlar el nivel de glucosa en sangre (véase glucemia). La elevada cantidad de polifenoles (un antioxidante natural) en el aceite de oliva ayuda y previene enfermedades degenerativas como el Alzheimer, y actúa contra el envejecimiento. Reduce el riesgo de padecer enfermedades cardiovasculares, aumentando el HDL o colesterol bueno.
En la alimentación infantil, el uso exclusivo del aceite de oliva en las comidas (en ensaladas, guisos y fritos) se asocia a una menor ganancia de peso durante la infancia, además de relacionarse con una celularidad del tejido adiposo más favorable para el futuro del individuo.
Jeanne Calment, una de las personas con la longevidad confirmada más larga del mundo (122 años), decía que sus alimentos favoritos eran el aceite de oliva, el vino de Oporto y el chocolate.

## Composición de los aceites de oliva
El rendimiento de aceite de la aceituna es muy alto, dependiendo de la variedad, el porcentaje puede oscilar entre un 25 y un 30 % de aceite en cada aceituna. Las aceitunas poseen un glucósido amargo, oleuropeína, que posee actividad antioxidante, que debe eliminarse mediante un tratamiento adecuado. En el caso del aceite de oliva este compuesto se elimina de forma natural durante el prensado en la almazara. De los componentes químicos que posee el aceite son en su mayoría ácidos grasos, como son el ácido oleico (casi un 75 %), siendo el siguiente el ácido palmítico, ácido linoleico. El aceite de oliva posee una cantidad moderada de Vitamina E (principalmente α-Tocoferol) y, a pesar de poseer una baja cantidad de γ-Tocoferol, el aceite de oliva es estable. Los componentes menores del aceite no se eliminan debido a que rara vez es refinado: escualenos, esteroles, alcoholes triterpenoides, clorofila, carotenoides. También presenta ciertos compuestos fenólicos como el ácido 4-hidroxifenol acético, que le proporciona cierto carácter antioxidante.

El ácido 4-hidroxifenol acético ofrece propiedades antioxidantes a los aceites de oliva.

No obstante, se puede resumir que en el aceite de oliva existen tres grandes grupos de sustancias, a saber:
- Fracción saponificable: comprende el 98-99 % en el total de su peso. Está formada por los triglicéridos, ácidos grasos libres y fosfolípidos. Está formada por un 75,5 % de ácido oleico (C18:1), un 11,5 % de ácido palmítico (C16:0) y por un 7,5 % de ácido linoleico (C18:2), además de otros ácidos grasos en concentración de trazas, como cafeico, margárico, esteárico, etc.
- Fracción insaponificable: constituye el 1,5 % en el total de su peso. Comprende los hidrocarburos como el hexenal, responsable del gusto herbáceo de un aceite de aroma afrutado, alcoholes, esteroles y tocoferoles.
- Otros componentes menores:
  - Polifenoles: relacionados con el sabor del aceite. junto a los ácidos grasos monoinsaturados, son los responsables de los efectos del mismo en la salud, ya que confieren al aceite de oliva virgen extra propiedades antioxidantes, actuando frente al envejecimiento. En la actualidad también se está estudiando su mecanismo de acción frente a determinados tipos de cáncer.
  - Pigmentos clorofílicos y carotenoides: relacionados con el color que puede poseer el aceite.
  - Compuestos volátiles: responsables del aroma del aceite.

## Cata del aceite de oliva

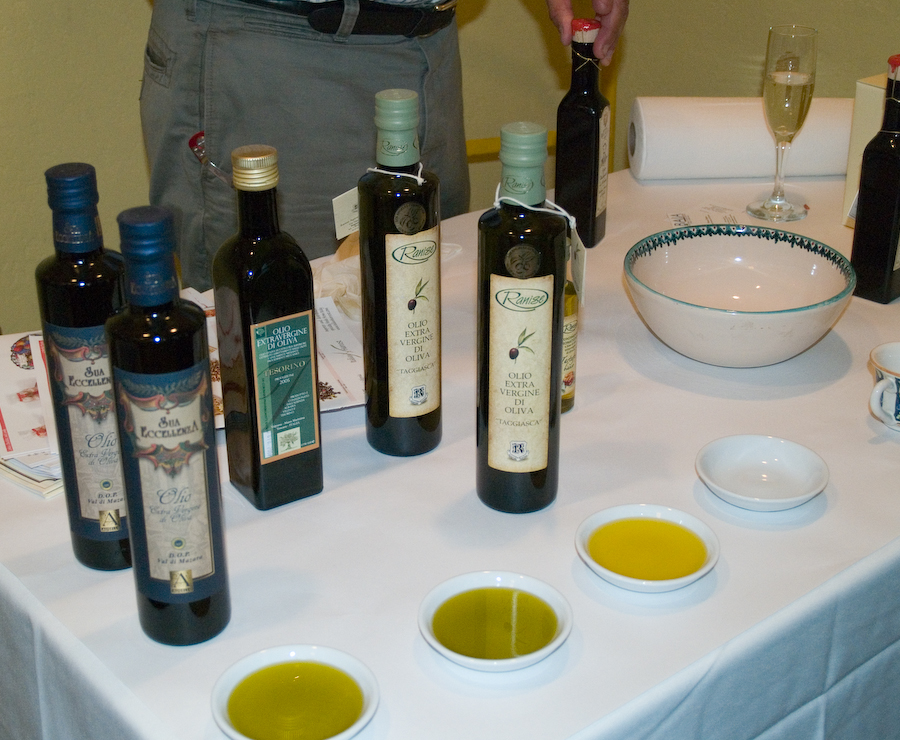
Cata de aceite.

Las características organolépticas del aceite son objeto de un análisis sensorial conocido generalmente como cata.
Los aceites de oliva virgen extra, oliva virgen y oliva lampante se clasifican según sus propiedades organolépticas. Para ello deben alcanzar unas puntuaciones mínimas en los paneles de cata. La actividad de estos paneles está regulada por el Reglamento (CE) N.º 640/2008 de la Comisión.

### Color
El color va parejo al tipo de aceituna y al tipo de aceite empleado. Debe ir del amarillo verdoso al amarillo pajizo. El aspecto debe de ser límpido y brillante, salvo en los aceites no filtrados, que pueden estar velados. Para el consumidor el color puede ser importante para distinguir los aceites pero no lo es para el catador, que, para evitar opinar según el aspecto, a veces utiliza en la cata recipientes opacos o coloreados.

### Sabor
En cuanto al sabor, hay una serie de atributos que los paneles de cata consideran positivos, y otros negativos.
Los atributos positivos que podemos encontrar son: afrutado (con recuerdos a fruto sano), limpio (exento de defectos), fresco, frutas (que recuerda a determinadas frutas), amargo (un ligero amargor es característico de algunas variedades de aceitunas), sano (que recuerda al fruto sano, sin alteraciones), dulce, almendrado (recuerdo a almendras dulces o amargas), piñonado y vegetal (que recuerda a hierba, hojas y otros vegetales).
Los atributos negativos serían: amargor intenso, picor intenso (algunas aceitunas ofrecen un ligero picor, pero si es intenso proviene de alteraciones), hojarasca (hojas secas), avinado, agrio o avinagrado, ácido, capacho, cuerdas o esparto, recalentado, aceitunas heladas, moho o humedad, metálico, madera o leña, borras o atrojado (del aceite), gusanos, podrido y rancio.
Los atributos positivos deben guardar cierto equilibrio entre sí ya que si por ejemplo predominase mucho el picante tampoco sería considerado positivamente. El aceite de oliva no virgen, al ser en su gran mayoría aceite de oliva refinado, no se somete a catas por paneles ya que no posee ninguna propiedad organoléptica mínimamente comparable a cualquier aceite de oliva virgen o virgen extra. El poco sabor u olor que tiene un aceite de oliva no virgen procede de la pequeña cantidad de aceite de oliva virgen o virgen extra que se le añadió.

### Aroma
Los aromas positivos que pueden encontrarse en el aceite de oliva son: aceituna madura, aceituna, aguacate, albahaca, alcachofa, almendra amarga, almendra, camomila, espárragos, fresas, frutas del bosque, frutos secos, hierba, higuera, hinojo, manzana madura, manzana, naranja, nuez, olivo, pera, pimiento, piñón, planta de tomate, plátano, pomelo, retama, romero, tomate y tomillo.
Los aromas negativos serían: agrio, avinagrado, avinado, rancio, podrido (borras), atrojado, a moho o humedad, capacho y metálico.

## El aceite de oliva según la variedad de la aceituna

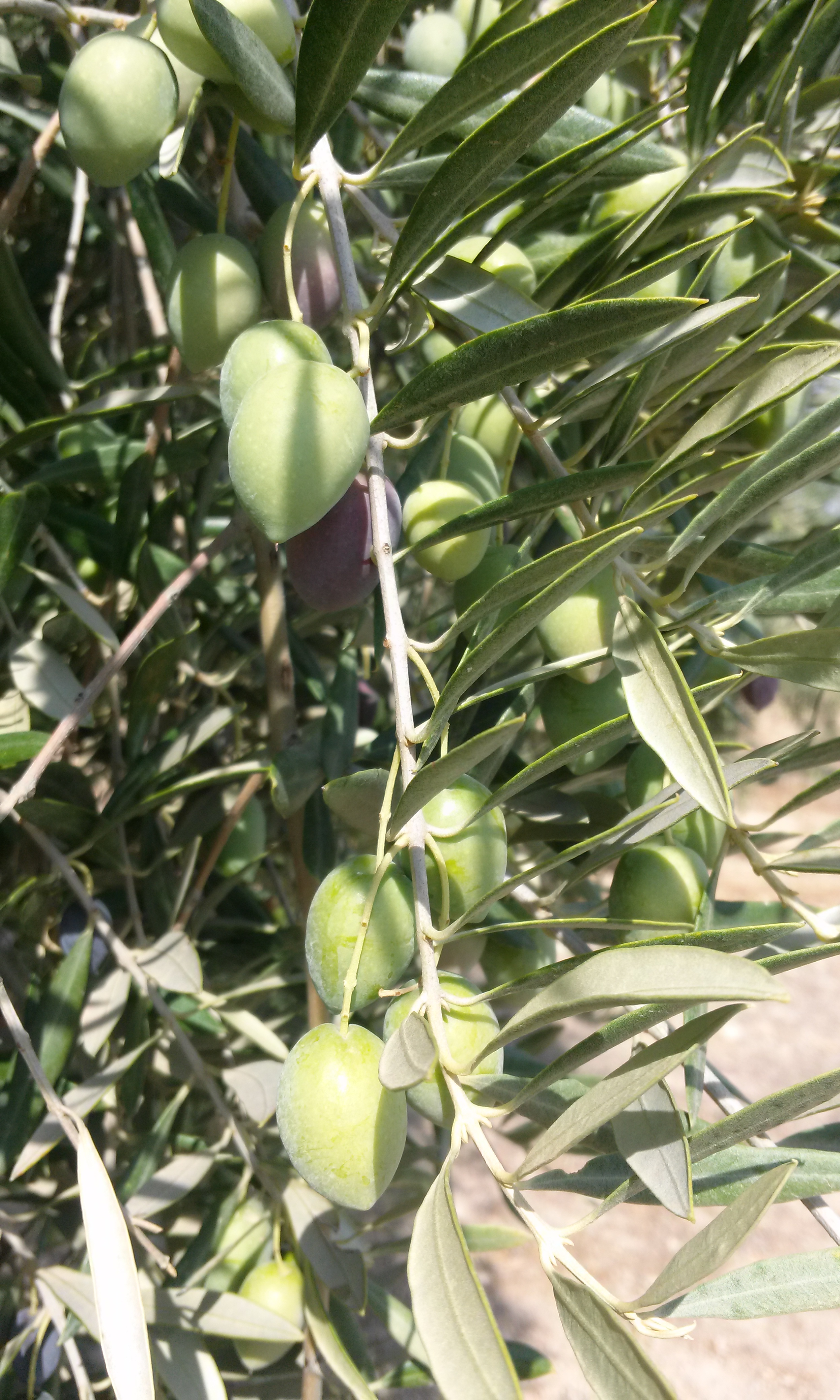
Aceitunas de la variedad picual de Jaén.

Existe una gran variedad de aceitunas. Solo en España se han contabilizado 262 variedades. Así pues, se han dividido en cuatro categorías según su importancia y difusión. Las principales son 24 y son las que ocupan una mayor extensión o dominan, al menos en una comarca. Las secundarias son también 24 y no llegan a dominar ninguna comarca pero sirven de base para plantaciones regularmente. Luego, las variedades difundidas, que son 50, y las locales aparecen en árboles individuales que se encuentran esporádicamente en la zona de una o varias comarcas.
De las 24 principales, solo 5 son usadas habitualmente como oliva de mesa o para aderezar. De las 19 restantes destacan la picual, la cornicabra, la hojiblanca, la lechín de Sevilla, la morisca, la empeltre, la arbequina y la blanqueta. Cada variedad de aceituna se caracteriza por diferentes matices en el sabor de su aceite y por el diferente nivel de productividad que ofrece.
Aunque España es el principal productor mundial de aceite de oliva, se trata de un producto que existe en otros países, sobre todo en el Mediterráneo, y también en otras regiones existen variedades de aceitunas. Las principales variedades italianas son la frantoio, la moraiolo, la leccino y la coratina. Las principales griegas son la kornoeiki y la kalamata. Las principales portuguesas son la galega y la negrinha. Y las principales variedades francesas son la angadau y la picholine.

### Variedades de España
Picual
Otros nombres son marteño, lopereña y nevadiño. Es originaria de Martos (Jaén). Es muy cultivada en la provincia de Jaén, aunque también es frecuente en las de Córdoba y Granada. Es muy apreciada por su precoz entrada en producción, su alta productividad, por tener un gran contenido graso, así como su alto índice de estabilidad y su contenido de ácido oleico. Representa más del 50 % de la producción española, y un 20 % de la mundial. Da un excepcional aceite de tonos verdes, con predominio de los sabores ligeramente amargos y afrutados y es muy resistente a las heladas. Es la variedad menos vecera, es decir, la que mantiene una media de producción constante a lo largo de vida productiva.
Manzanilla cacereña
También conocida como cacereña, redondilla. Cultivada en las provincias de Cáceres, Badajoz, Salamanca, Ávila y Madrid. Variedad para aceite y una de las mejores variedades para mesa tanto en verde como en negro. Aceite verde profundo, amargo picante y muy frutal con aromas a manzana, hierba, plátano maduro, etc. Con alto contenido de ácido oleico.
Hojiblanca
También llamada casta de Lucena y lucentino. Principalmente cultivada en las provincias de Sevilla, Córdoba y Málaga. Se extrae de ella un aceite de gran calidad aunque el rendimiento de sus frutos es bajo. Generalmente da aceites de tonos dorados y de sabor suave.
Lechín de Sevilla
Otros nombres son ecijano y zorzaleño. Se localiza en las provincias de Sevilla, Badajoz, Cádiz, Huelva y Málaga. Su contenido de aceite es medio, pero de calidad.
Morisca
Se localiza básicamente en Badajoz. También llamada basta, macho y verdial. Se trata de una variedad muy resistente a la sequía. Tiene la particularidad de emplearse tanto para la obtención de aceite, por su alto rendimiento graso, como de oliva de mesa.
Arbequina
Debe su nombre a la población de Arbeca, aunque también es llamada blanca. Es mayoritaria en la provincia de Lérida, especialmente en la comarca de Las Garrigas, es también habitual en la provincia de Tarragona (Campo de Tarragona, Bajo Campo, comarcas de Ciurana de Tarragona y de Riudecañas). Con esta variedad se elaboran los aceites con denominación de origen Garrigues y Siurana. Fue plantada por las tropas del rey Jaime I a su vuelta tras la conquista de Baleares. Su cultivo se ha extendido a provincias andaluzas y castellano manchegas por su precoz entrada en producción, elevada productividad, buen rendimiento graso y excelente calidad, aunque su rendimiento es bajo. Esta oliva da lugar a aceites muy aromáticos, de color verde a principio de cosecha, y almendrados, nada de amargos ni picantes con notas olfativas características.
Empeltre
Es habitualmente cultivada en las provincias de Zaragoza, Teruel y Baleares. Apreciada por su productividad y la excelente calidad de su aceite. Da lugar a aceites amarillos y dulces, con un aroma característico que recuerda al plátano y la manzana.
Cornicabra
Otros nombres son cornacha, cornizuelo, corniche y ornal. Típica de las zonas de Ciudad Real y Toledo, es una variedad habitual en todo el oeste de Castilla-La Mancha y sus zonas limítrofes con Extremadura. También puede encontrarse en Madrid. Da aceites de sabor fuerte y muy aromáticos. Es apreciada por su gran rendimiento graso, por la calidad de su aceite y por su gran estabilidad.
Blanqueta
De buena calidad, es típica de las provincias de Valencia y Alicante. Desde los años 90 se ha venido usando mucho en el Levante español.
Royal
De la comarca de Cazorla (Jaén). De color rojo, su principal característica organoléptica es que el aceite que ofrece es de frutado fresco y dulce aroma. Su sabor es suave y nada agresivo al paladar. En nariz presenta un frutado maduro intenso con matices de higo maduro. Es un aceite de altísima calidad. Además, esta variedad es la única 'Royal' del mundo con Denominación de Origen.
Serrana
Es una variedad del Alto Palancia, en las estribaciones de la Sierra de Espadán, en el interior de la provincia de Castellón. Sus aceites extra vírgenes han sido premiados en certámenes internacionales y nacionales. Su color es dorado verdoso, con un gran cuerpo, y sabor muy afrutado.
Otras variedades españolas son la picudo (también conocida como carrasqueña o pajarera), la verdial de Vélez-Málaga, la verdial de Badajoz, la verdial de Huévar, la manzanilla sevillana, la sevillenca, la morrut, la changlot real, la lucio y lechín de Granada, etc.

### Variedades de Italia
Frantoio
Propia de la región de la Toscana. Su productividad es elevada y constante y su entrada en producción precoz. El contenido de aceite de la aceituna es medio y el sabor es frutado y estable en el tiempo.
Moraiolo
Se encuentra en casi todas las zonas olivareras italianas, pero particularmente en Toscana, Umbría, Marcas y Abruzos. Su entrada en producción es precoz, tiene una alto contenido en aceite y un sabor frutado.
Leccino
Está presente sobre todo en la Toscana, Abruzos, Campania y Umbría. Es de fácil adaptación a las distintas zonas de cultivo, con una entrada en producción precoz y productividad elevada, aunque con un contenido graso bajo.
Coratina
En la región de Apulia. Con fácil adaptación a distintas regiones de cultivo y una entrada en producción muy precoz. Su productividad es elevada y constante y su contenido en aceite elevado.

### Variedades de Grecia
Koroneiki
Es la principal variedad griega. Tiene una entrada en producción precoz, con productividad elevada y constante, así como con un alto contenido en aceite.
Kalamata
También denominada Calamón. Ocupa entre el 15 y el 20 % de la superficie olivarera griega destinada a la aceituna de mesa. Es apreciada para el aderezo en negro y con una elevada relación pulpa-hueso. El contenido de aceite de la aceituna es medio pero de buena calidad.

### Variedades de Portugal
Galega
Ocupa el 80 % de la superficie olivarera portuguesa. Su entrada en producción es precoz y su productividad es elevada y vecera. Los frutos tienen un bajo contenido graso. Su aceite es bastante frutado y también es apreciada como oliva de mesa.
Negrinha
Produce aceites de buena calidad y tiene gran productividad. Al igual que la picual española, los aceites tienen un ligero amargor.

### Variedades de Francia
Aglandau
Denominada también como beruguette, blanquette y plant d'aix. Ocupa un 95 % de la superficie olivarera en la alta Provenza y Vaucluse.
Picholine
Es una variedad rústica de entrada en producción media y temprana, así como de productividad alta. En Francia su aceite se considera como el de mejor calidad del país.

## Usos del aceite de oliva

### Usos alimentarios

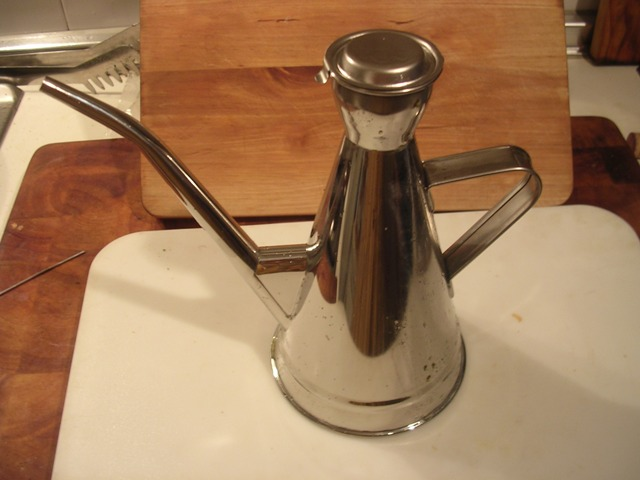
Uno de los dosificadores de aceite en la cocina es la alcuza.

En las primeras civilizaciones el uso culinario del aceite de oliva no fue su principal aplicación, ya que para la cocina se preferían las grasas de origen animal. Por esta razón, al principio tuvo una especial aceptación en el judaísmo, donde no se puede comer cerdo. Luego algunas culturas empezaron a usarlo como condimento y en pequeñas cantidades, debido a su precio y por respeto a su dimensión sagrada. Al irse comprobando los beneficios nutricionales de este alimento, los griegos empezaron a añadirlo a salsas. Al principio fabricaron habitualmente la «salsa blanca», descrita por Arquestrato. Posteriormente, los atenienses añadieron huevo y crearon la «salsa amarilla», que es un antecedente de la actual mahonesa. Los etruscos, que empezaron a familiarizarse con este aceite gracias al comercio con los griegos, le añadieron hierbas y especias.

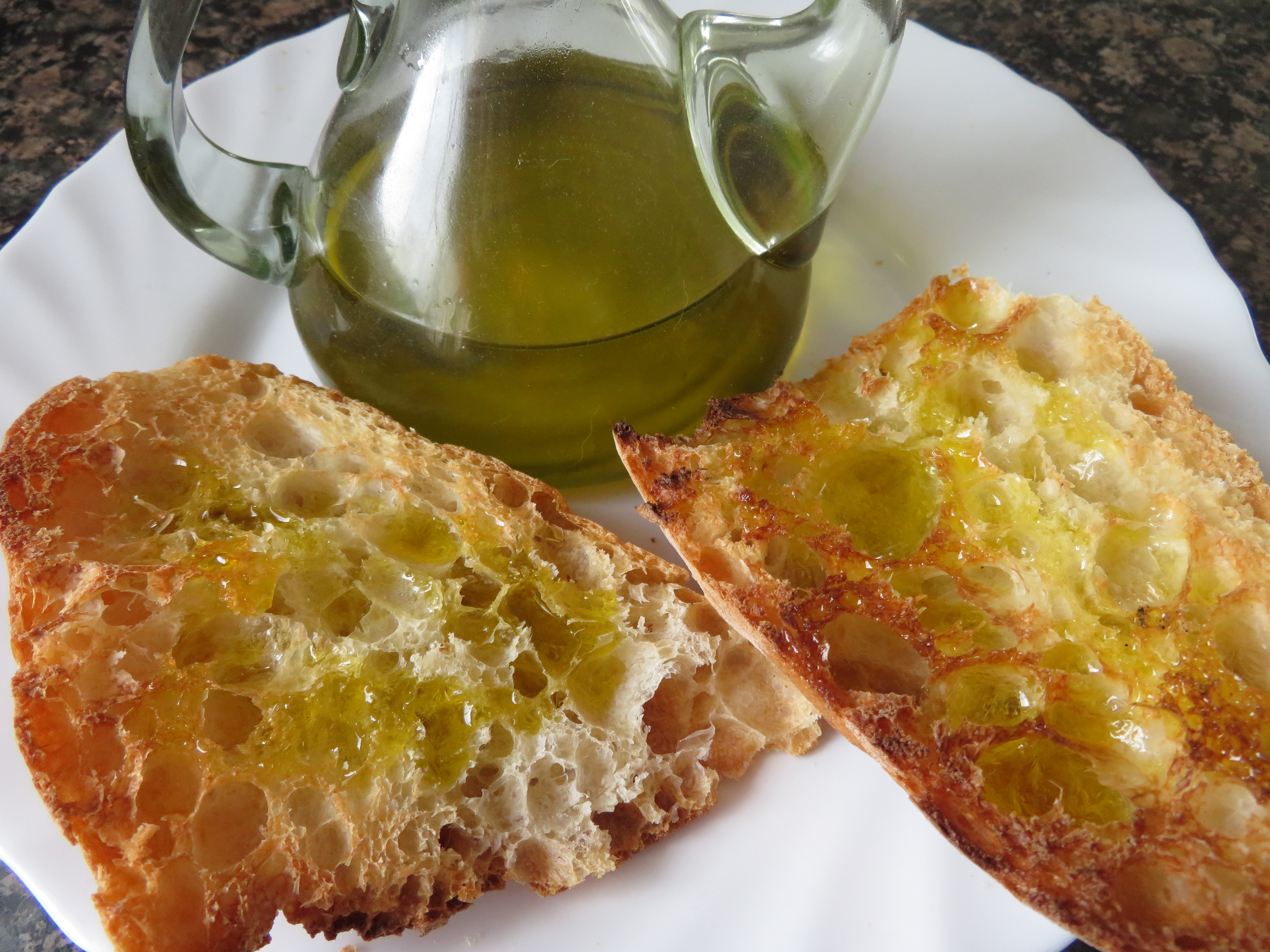
Pan tostado rociado con aceite de oliva (España).

Luego los romanos fueron los que más destacarían por el uso culinario de este aceite. Comenzaron a elaborar categorías de aceites para su gastronomía, aunque al principio no usaban el de mejor calidad, sino el que extraían de la pasta del tercer prensado (aceite cibario). Luego el gusto se refinó y apareció el aceite de acerbo (con aceitunas blancas recogidas a finales de octubre), el aceite verde (con aceitunas maduras) y el aceite dorado (con aceitunas sobremaduradas). También diferenciaron los aceites por el número de veces en que se prensaba la pasta en la molienda (flos, sequens, etc.). El romano Apicio escribió extensamente sobre recetas de cocina elaboradas con aceite de oliva.
Los árabes también lo usarían. Se pueden destacar los escritos de Ibn-Al-Jatib, nacido en Loja en 1313, y de Al-Arbuli, almeriense, sobre la cocina en la que se empleaba aceite de oliva.
El aceite de oliva es un alimento básico en algunos países de la zona del mediterráneo. Su empleo como ingrediente culinario es mayoritario en aliños de diferentes ensaladas (aceites de oliva vírgenes) así como en alimentos conservados mediante su inmersión en aceite de oliva: conservas de pescado (sardinas en lata, atún, mejillón, etc.), verduras, carnes (lomos en orza, chorizos, etc.), quesos. El aliño que mezcla el aceite de oliva con zumo de limón (una especie de vinagreta) es muy habitual en algunas zonas del mediterráneo. Se suelen emplear igualmente aceites aromatizados con hierbas como puede ser: romero, albahaca, etc. También se ingiere en Andalucía y en todo el levante, empapando el pan, por ejemplo en el pan con tomate. En toda Andalucía y en algunas regiones mediterráneas es el desayuno tradicional.
En crudo es como conserva todas sus propiedades organolépticas intactas, pues con el calentamiento pierde algunas, debido a la evaporación de los elementos que entran dentro del abanico de los polifenoles. El aceite de oliva posee un ratio de pérdida menos elevado que otros aceites vegetales cuando se calienta. La resistencia que posee el aceite de oliva a la degradación por el calentamiento se debe a su composición de ácidos grasos, así como al contenido de antioxidantes y esteroles que evita la polimerización oxidativa. Sin embargo, al calentarse repetidas veces el contenido fenólico y de antioxidantes disminuye apreciablemente, según la investigación de algunos autores.
En España, especialmente en las regiones productoras, siempre se usa para freír y como condimento para todo. En la gastronomía andaluza su uso es omnipresente. Si no se calienta en exceso (si no llega a humear), se puede usar varias veces manteniendo su calidad y cualidades estabilizadas, es decir intactas.
Su uso alimentario depende del tipo de aceite de oliva, ya sea la variedad o el estado de madurez de la oliva. Por ejemplo, los tipos herbáceos, con picor, amargor, con compuestos volátiles y con color verdoso son los preferidos para condimentar ensaladas.
Los usos culinarios recomendados para el aceite de oliva virgen de cuatro de las principales variedades de aceituna son los siguientes:

#### Usos recomendados de los aceites según la variedad de la aceituna
| Variedad   | Elaboración | Aplicaciones                                                                  | Aromas y sabores                           | Técnicas recomendadas              |
| ---------- | --- | ----------------------------------------------------------------------------- | ------------------------------------------ | ---------------------------------- |
| Arbequina  | Mahonesa, alioli, vinagretas, boquerones en vinagre, salmón marinado, carpacho de mariscos, gazpachos, salmorejos, salteados.                    | Marinados suaves, salsas, cremas frías, salsas de repostería.                 | Frutado, manzana y plátano, fluido, dulce. | Crudo, pastelería.                 |
| Cornicabra | Fritos, salpicón, sebiches, salteados de carnes, moluscos, patatas al horno, masas de pizza, empanadas, churros, rosquillas.                     | Ensaladas, frituras suaves, masas de panadería.                               | Frutado verde, manzana, ligero picor.      | Crudo, frituras cortas, salteados. |
| Picual     | Ensaladas, fritura andaluza, patatas fritas, empanados y rebozados, guisos lentos, conservas de alimentos crudos o cocinados (quesos, chacinas). | Ensaladas, frituras, macerados de carnes y cazas, vegetales en conserva.      | Frutado verde, tomatera, higuera, amargo.  | Crudo, frituras largas, guisos.    |
| Hojiblanca | Mahonesa, alioli, vinagretas, macerados de pescados fuertes, cremas frías y calientes, pastas, salteados, conservas y vegetales.                 | Ensaladas suaves, marinados de carnes y pescados azules, emulsiones intensas. | Hierba fresca, ligero picor, almendras.    | Crudo, conservas.                  |

No obstante, muchas marcas producen aceite mezclando algunas variedades de aceituna (usualmente dos o tres) para dar a su producto un sabor y aroma particular.

### Conservante alimentario
La cantidad de antioxidantes naturales que posee el aceite de oliva le convierte en un medio adecuado para ser empleado en la conservación y maduración de algunos alimentos. Algunos ejemplos se pueden encontrar en el atún en lata, los quesos (un ejemplo español es el queso manchego que se denomina queso en aceite), algunos productos del cerdo como sus embutidos en las denominadas orzas de barro, etc. Antes de adquirirlo, es importante elegir un buen aceite de oliva virgen extra para asegurarte de que es el indicado para su uso. El tono, el aroma, el sabor, la variedad del AOVE, la etiqueta, la elaboración artesanal y la densidad del aceite de oliva son algunos de los factores para escoger un buen aceite de oliva y acertar al consumirlo.

### Cosmética e higiene
Los antiguos egipcios utilizaban arcilla o cenizas para intentar quitar las impurezas de su piel, sin embargo, este remedio se llevaba por delante una parte de la capa protectora de la piel y, a veces, incluso la propia epidermis. Por ello, tras este proceso se aplicaban aceite de oliva como bálsamo. El aceite protege a la piel de factores externos y favorece la regeneración de las células al actuar como emoliente por los ácidos grasos que contiene. En particular, el ácido oleico favorece la formación de las membranas celulares.
Posteriormente, el aceite de oliva empezó a ser mezclado con hierbas aromáticas y esencias de flores para crear valiosos ungüentos aromáticos. Tanto en la cultura egipcia, micénica y romana se han encontrado multitud de referencias arqueológicas a los productos creados con aceite de oliva y sobre sus beneficios. Los atletas de la época clásica utilizaban siempre aceite de oliva para proteger su piel del sol, el calor y las caídas. Los gladiadores se untaban la piel con aceite para ser más resbaladizos y flexibles. Luego, los gladiadores y atletas se quitaban el sudor mezclado con aceite con una herramienta (el estrígil) y este era vendido muy caro al público como emplasto y emoliente.
En el año 2700 a. C., los griegos eran los principales elaboradores de los ungüentos perfumados de aceite de oliva y los exportaban al resto del Mediterráneo. En la península itálica, los etruscos se convirtieron primero en compradores y después en fabricantes de estos productos.

### Usos medicinales
Este aceite ha estado presente en bálsamos, emplastes, ungüentos, linimentos y cataplasmas para quemaduras, durezas de la piel, otitis, heridas, torceduras y luxaciones. Mezclado con hierbas, como mirra y aloe, o con productos de fórmulas magistrales, ha servido para crear compuestos de purgas, lavativas y heméticos. También es beneficioso para el hígado y la vesícula biliar, porque es un perfecto colagogo y colerético. Hoy se utiliza como excipiente y principio activo de muchos medicamentos.

### Usos religiosos
En algunos países del mediterráneo oriental, el derramamiento de aceite de oliva sobre un altar era considerado como una solicitud de fecundidad a los dioses.
En la Grecia clásica, el olivo y el roble eran los dos árboles más venerados. En el origen mítico de Atenas, el olivo desempeña un papel fundamental. Dice el mito que tanto Atenea como Poseidón quisieron tener bajo su protección a la nueva ciudad y para ello Zeus, hermano de Poseidón, ofreció un presente y Atenea otro. El de Atenea era un olivo y un tribunal del Olimpo dijo que la ciudad correspondía a la diosa por haber entregado el mejor regalo. El olivo también aparece en los relatos de la vida de Hércules y de Teseo.
Los griegos enterraban a sus muertos con objetos que habían querido en su vida y, entre esos objetos estaban vasos con aceite de oliva (lequitos) decorados con pasajes de la vida del difunto. Además, los griegos utilizaban el aceite de oliva entre otros muchos ungüentos para maquillar y conservar el cadáver o lo colocaban en pequeñas vasijas junto a afeites y perfumes.
Antes que de que lo hicieran los griegos la unción con aceite fue llevada a cabo por los egipcios, los babilonios y los cananeos.
En el judaísmo y, por influencia de este en la religión cristiana, el aceite siempre desempeñó un papel destacado. La Biblia está llena de referencias al aceite y a cosas relacionadas con él. La lámpara del santuario erigido por Moisés usaba aceite de oliva «puro y refinado» y se empleó aceite de oliva mezclado con otros productos para untar los objetos del santuario y ungir a los sacerdotes israelitas. Jesús fue apresado por los romanos en el Huerto de los Olivos, existe una parábola en el Nuevo Testamento de muchachas con lámparas de aceite y la palabra hebrea Mashiah (Mesías) y la griega Christós (Cristo) significan "ungido". El aceite se emplea para perfumar y es medicinal («le echó aceite y vino en las heridas y se las vendó»,). Además es usado para la unción de enfermos. Los aromas y esencias se disolvían en aceite, con lo que una unción podía tener también un sentido festivo, de agasajo. El aceite se usa en la consagración.
En la Iglesia católica existió una norma que obligaba a que en la parroquia se bendijera aceite el Jueves Santo y que este fuera repartido a todas las iglesias que dependían de esa parroquia para que se utilizase en la iluminación del altar.
En la Iglesia Ortodoxa de Grecia, el bautismo va acompañado de la unción del bebé con aceite de oliva. En la Iglesia católica el aceite virgen de oliva también se usa en el bautismo, en la confirmación y en la unción de enfermos o extrema unción. Son los llamados santos óleos (el óleo y el crisma), bendecidos según un ritual propio. 

### Usos industriales
Alguna cantidad de la producción de aceite de oliva se dedica a la elaboración de jabones de alta calidad. Algunos de los subproductos del aceite de oliva, como la amurca, se emplean en el campo como un herbicida o pesticida natural.

### Otros usos
En Turquía se practica un tipo de lucha libre, llamada Yağlı güreş, en la que los contendientes se embadurnan de aceite de oliva.

## Principales productores de aceite de oliva

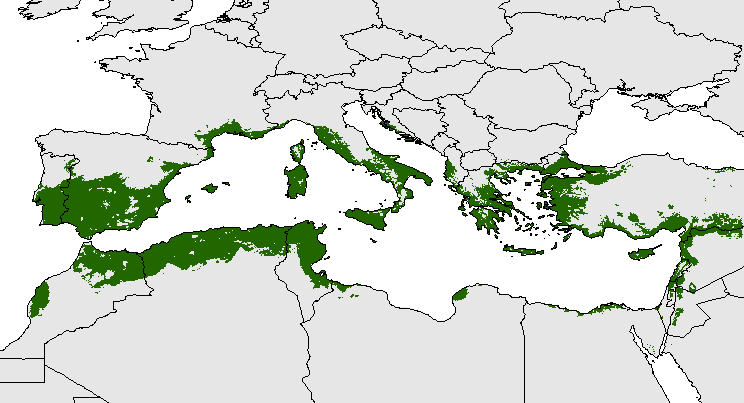
Distribución potencial del olivo en la Cuenca del Mediterráneo (Oteros, 2014).

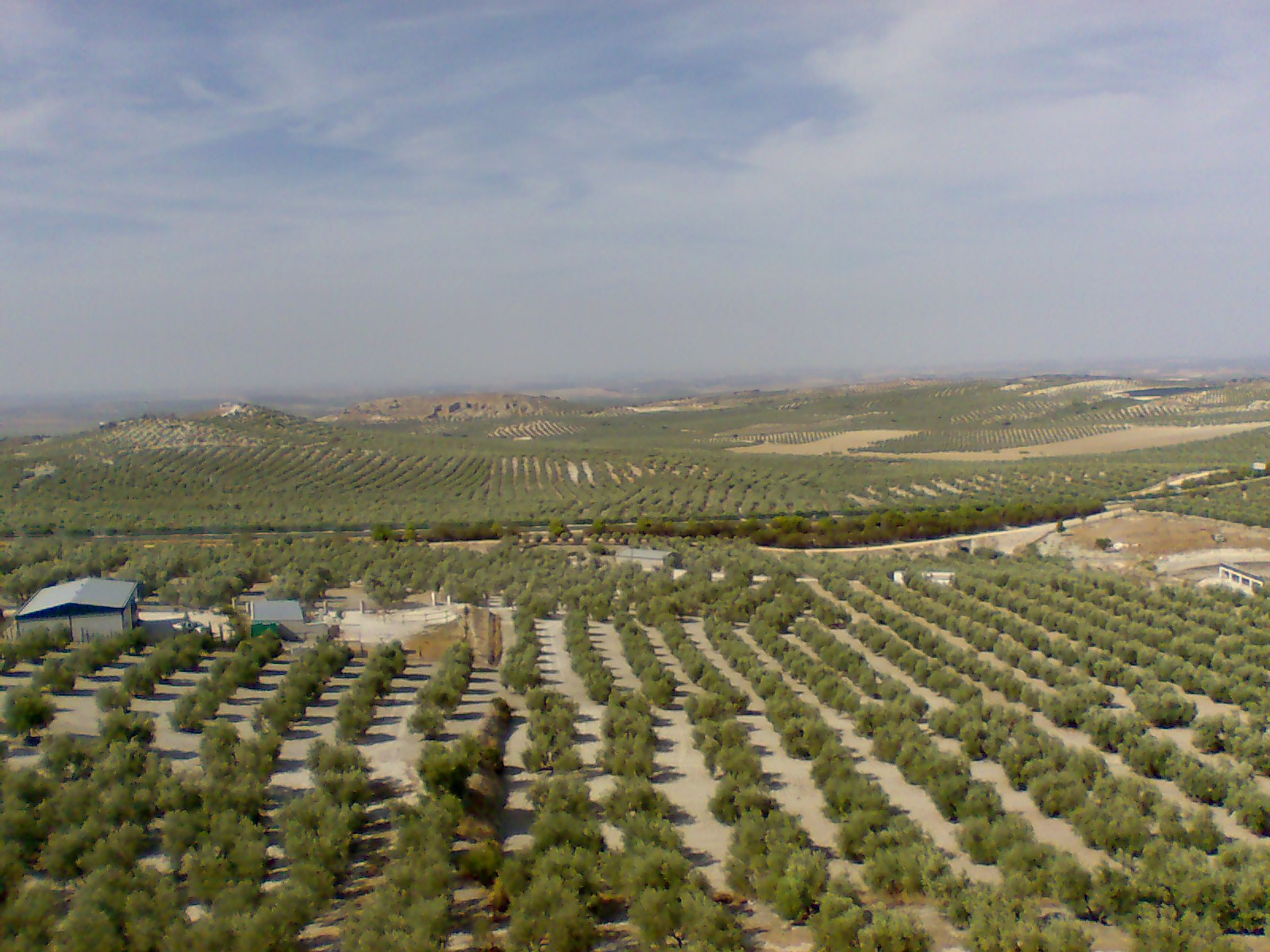
Olivares en Estepa, Sevilla

El aceite de oliva no supone una gran producción si se compara con otros aceites vegetales, el aceite de soja, seguido del aceite de palma suponen la mayor producción mundial de aceites vegetales. De la producción europea del aceite de oliva se puede decir que el 93 % proviene de tres países: España, Italia y Grecia.

### Producción
En promedio, durante el período 2016 a 2021, la producción mundial de aceite de oliva fue de 3.104 toneladas anuales. España produjo en este período 44% del total mundial. Los próximos productores en orden de volumen fueron Italia, Grecia, Túnez, Turquía, Marruecos y Portugal.
| Producción mundial de aceite de oliva – Promedio anual del período 2016 a 2021 | Producción mundial de aceite de oliva – Promedio anual del período 2016 a 2021 |
| País                                                                           | Producción (toneladas)                                                         |
| ------------------------------------------------------------------------------ | ------------------------------------------------------------------------------ |
| España                                                                         | 1.371.000                                                                      |
| Italia                                                                         | 285.000                                                                        |
| Grecia                                                                         | 255.000                                                                        |
| Túnez                                                                          | 229.000                                                                        |
| Turquía                                                                        | 215.000                                                                        |
| Marruecos                                                                      | 151.000                                                                        |
| Portugal                                                                       | 109.000                                                                        |
| Mundo                                                                          | 3.104.000                                                                      |
| Source: International Olive Council                                            |                                                                                |

### Aceite de oliva en España

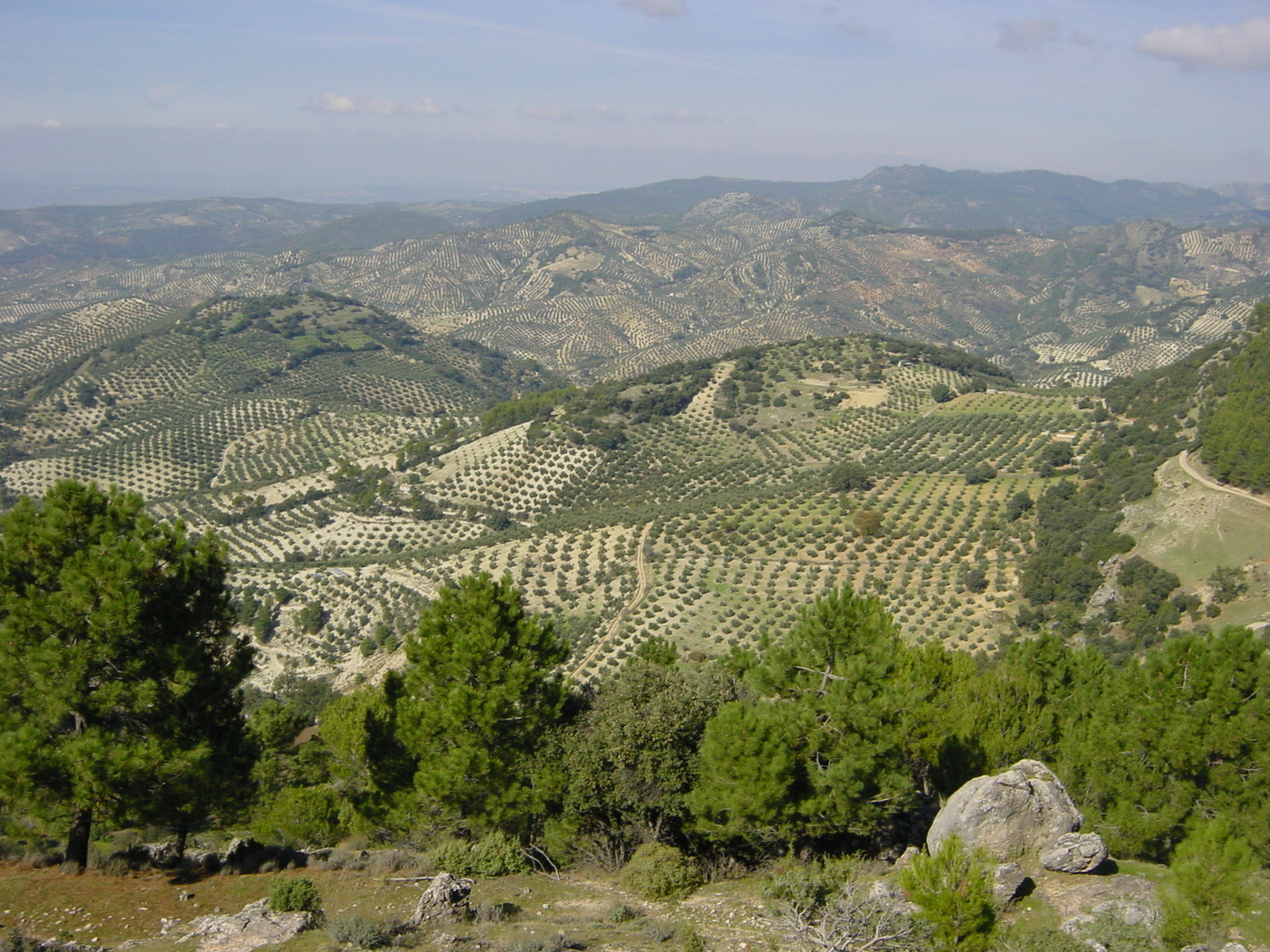
Olivares de la campiña jiennense.

En España, la provincia de Jaén es la mayor productora mundial de aceite de oliva, por ser el lugar con la mayor concentración de olivos y producción oleícola del mundo. Este hecho queda patente bajo el lema que recibe la ciudad de Jaén, «capital mundial del aceite de oliva». Desde 1983, en la Institución Ferial de Jaén se celebra cada dos años Expoliva, una Feria Internacional de referente mundial dedicada al sector del aceite de oliva e industrias afines, donde se otorga el premio a la Calidad del Aceite Oliva Virgen Extra. Por localidades, las mayores productoras son Martos, Úbeda, Villacarrillo, Baeza, Villanueva del Arzobispo y Vilches. Una mención especial merece la ciudad de Martos, conocida como la «Cuna del olivar», y que se ganó el sobrenombre de «Primer productor de aceite de oliva del mundo». Y la mayor cantidad de olivos por extensión de terreno (sobrepasando los dos millones de plantas), corresponde a Beas de Segura.
En el año 2018 en España existían 908 cooperativas y 920 almazaras privadas productoras de aceite de oliva.
Con el objetivo de incrementar el reconocimiento internacional de la denominación de origen española del aceite de oliva, la Interprofesional del Aceite de Oliva Español trabaja por la promoción de este oro líquido de la gastronomía mediterránea. Esta organización sin ánimo de lucro está constituida por las entidades que representan a los diferentes agentes del sector del aceite de oliva (olivareros, cooperativas, industriales, envasadores y exportadores).

#### Tipos de aceite de oliva en España
España es el primer productor mundial de aceitunas y, por consiguiente, en la obtención de aceite de oliva virgen y sus derivados. Durante la campaña 2006/2007 se elaboraron un total de 850 000 toneladas de aceite de oliva virgen.
En España existen 32 Denominaciones de Origen Protegidas (DOP) de aceite de oliva virgen extra, cada una de ellas regida por sus propios estatutos, cuidando la calidad de los aceites por ellas producidos y marcando pautas de cultivo, de recogida, de elaboración, de embotellado y de etiquetado. Todas ellas están comprometidas con la calidad final del producto, a través de rigurosos controles de calidad.
La zona con mayor concentración de olivos milenarios de España está en la comarca del Maestrazgo (el Maestrat), entre Teruel, Tarragona y Castellón de la Plana. Una desafortunada moda de retirarlos para decorar jardines privados motivó una película titulada El olivo, de Icíar Bollaín, en 2015. Debido a su edad, son olivos poco productivos (en 2014 solo se pudieron obtener 2000 litros de aceite de estos olivos), pero su aceite está muy cotizado (se han llegado a alcanzar los 100 euros por litro). Se han censado unos 4800 olivos de este tipo.

#### El aceite de oliva en Andalucía

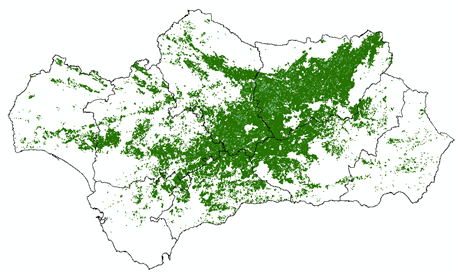
Distribución del olivar en Andalucía (principal productor de aceite de oliva a nivel mundial), (Oteros, 2014).

El andaluz es uno de los pueblos cuya cultura está más íntimamente ligada al aceite de oliva. Andalucía es la principal zona productora de aceite de oliva del mundo.
El 2014 fue el mejor de la historia para el sector olivarero andaluz. Andalucía tuvo una producción superior a 1 400 000 toneladas, equivalente al 82 % de toda la cosecha nacional (1 700 000 toneladas). Estos datos superaron a los de la campaña histórica de 2011-2012 en unas 100 000 toneladas. Los productores de esta región están muy vinculados comercialmente con Deoleo.
En 2010, se detectó la venta de aceite de oliva virgen extra cuando en realidad era aceite de peor calidad, imponiéndose una multa por parte de la Junta de Andalucía de €22 000.
La provincia andaluza con más olivos es Jaén, con más de sesenta y seis millones de ellos, donde cada dos años se celebra la muestra oleícola Expoliva.

#### Denominaciones de origen e indicaciones geográficas
En España, para garantizar la calidad del aceite de oliva virgen español, todas las denominaciones de origen son aceite de oliva virgen y extra (nunca de aceites de oliva genéricos ni tampoco de aceite de orujo de oliva). Existen 32 Denominaciones de Origen Protegidas (DOP): de las cuales, 24 se encuentran reconocidas por la Unión Europea (Definitivamente concedidas) y el resto en trámite.

Aceites de oliva virgen con Denominación de Origen Protegida de España.
Andalucía: (1) Sierra de Cádiz; (2) Antequera; (3) Estepa; (4) Lucena; (5) Priego de Córdoba; (6) Poniente de Granada; (7) Baena; (8) Jaén Sierra Sur; (9) Montes de Granada; (10) Sierra Mágina; (11) Sierra de Cazorla; (12) Sierra de Segura; (13) Campiñas de Jaén; (14) Montoro-Adamuz. Extremadura: (15) Monterrubio; (16) Gata-Hurdes. Castilla-La Mancha: (17) Aceite Campo de Montiel; (18) Campo de Calatrava; (19) Aceite Montes de Alcaraz; (20) La Alcarria; (21) Montes de Toledo. Baleares: (22) Aceite de Mallorca. Cataluña: (23) Baix Ebre-Montsià; (24) Oli de Terra Alta; (25) Siurana; (26) Les Garrigues; (27) Oli de l'Empordà. La Rioja: (28) Aceite de La Rioja. Navarra: (29) Aceite de Navarra. Aragón: (30) Aceite del Bajo Aragón. Comunidad Valenciana: (31) Aceite de la Comunitat Valenciana. Madrid: (32) Aceite de Madrid.

| - Aceite de La Alcarria - Aceite Campo de Montiel - Aceite Campo de Calatrava - Aceite de la Comunidad Valenciana - Aceite de La Rioja - Aceite de Madrid - Aceite de Mallorca - Aceite de Navarra - Aceite de Terra Alta - Aceite del Bajo Aragón - Aceite del Ampurdán - Aceite Montes de Alcaraz - Antequera - Baix Ebre-Montsiá - Baena - Campiñas de Jaén - Estepa - Gata-Hurdes - Les Garrigues - Lucena - Monterrubio - Montes de Granada - Montes de Toledo - Montoro-Adamuz - Poniente de Granada - Priego de Córdoba - Sierra de Cádiz - Sierra de Cazorla - Sierra Mágina - Sierra del Moncayo - Sierra de Segura - Sierra Sur - Siurana |

### Aceite de oliva en Grecia
Los olivares griegos crecen en áreas específicas como puede ser el Peloponeso (donde se produce casi el 65 % del aceite de oliva griego), así como las islas del Egeo y Jónicas y Creta. La variedad de aceituna más conocida es la Koroneiki (koroneiko).

### Aceite de oliva en Italia
Italia es el segundo mayor productor de aceite de oliva del mundo, después de España, con una producción nacional media de 464 000 toneladas y posee 41 diversas denominaciones de origen protegidas (D.O.P) reconocidas por la Unión Europea. Una de las asociaciones más conocidas es la Associazione Nazionale Città dell'Olio. En Italia, son conocidas las variedades de aceituna de Frantoio, Leccino Pendolino, y Moraiolo. Entre los aceites de oliva virgen extra toscano I.G.P se mencionan: Seggiano, Colline Lucchesi, Colline della Lunigiana, Montalbano, Colline di Firenze, Colline Aretine, Colline Senesi y Monti Pisani.[cita requerida]
Las D.O.P de Italia por región son:
| Abruzos - Aprutino Pescarese - Colline Teatine - Pretuziano delle Colline Teramane Apulia - Collina di Brindisi - Dauno - Terra d'Otranto - Terra di Bari - Terre Tarentine Basilicata - Vulture Calabria - Alto Crotonese - Bruzio - Lametia Campania - Cilento - Colline Salernitane - Peninsola Sorrentina - Terre Aurunche - Irpinia-Colline dell'Ufita - Colline Caiatine | Cerdeña - Sardegna Emilia-Romaña - Brisighella - Colline di Romagna Friuli-Venecia Julia - Tergeste Lacio - Canino - Colline Pontine - Sabina - Soratte - Tuscia Liguria - Riviera Ligure Lombardía - Laghi Lombardi - Garda Marcas - Cartoceto Molise - Molise | Sicilia - Colli Nisseni - Colline Ennesi - Monte Etna - Monti Iblei - Val di Mazara - Valdemone - Valle del Belice - Valli Trapanesi Toscana - Chianti Classico - Terre di Siena - Lucca - Colline di Firenze - Seggiano Toscano Trentino-Alto Adigio - Garda Umbría - Umbria Véneto - Veneto Valpolicella (Veneto Euganei e Berici, Veneto del Grappa) - Garda |

### Aceite de oliva en Argentina
Fuera de la cuenca del Mediterráneo, es el principal productor, con 30 mil toneladas producidas por año. Se destaca la variedad autóctona Arauco, utilizada tanto para producir aceite como para destinarla a mesa. La región óptima se considera que es la provincia de Mendoza. Las demás provincias productoras son San Juan, Catamarca, Córdoba y La Rioja. También existe una pequeña producción en la provincia de Río Negro, en el balneario Las Grutas.
En 2021, una olivícola argentina logró obtener el primer puesto como mejor aceite de oliva del mundo: Laur, fabricado en Mendoza, provincia de Argentina.

### Aceite de oliva en Chile
Chile es actualmente el segundo productor de aceite de oliva en América Latina tras Argentina, hoy Chile posee más de 24.000 hectáreas de cultivos plantados de olivos y año a año se producen aproximadamente 18.000 toneladas de aceite de oliva. El cultivo del olivo se concentró en sus inicios en el valle central, entre las regiones de Coquimbo y del Biobio. La industria olivícola nacional se formó alrededor de 1950, cuando un productor chileno importó tecnología desde Italia, descubriendo con esto el potencial de la olivicultura nacional. principalmente por el clima mediterráneo de la zona central de Chile. Algunos productores comenzaron a hacer inversiones similares, pero fue a partir de 1996 cuando se comenzó a desarrollar una oleicultura chilena competitiva, con mayor densidad de plantas por hectárea, cambios en la forma de conducción de los árboles, tecnificación del cultivo, uso de riego tecnificado y aumento de la superficie plantada.
Una de las zonas con mayor cantidad de cultivos de olivos es el Valle del Huasco en la Región de Atacama, debido al cultivo de olivos en la zona que se remonta hace 400 años, en 2022 el aceite de oliva del Valle del Huasco logró la primera denominación de origen para un aceite de oliva chileno. En 2017 el aceite de oliva chileno "Alonso" fue reconocido como uno de los 20 mejores aceites de oliva extra virgen del mundo.

### Aceite de oliva en el mundo

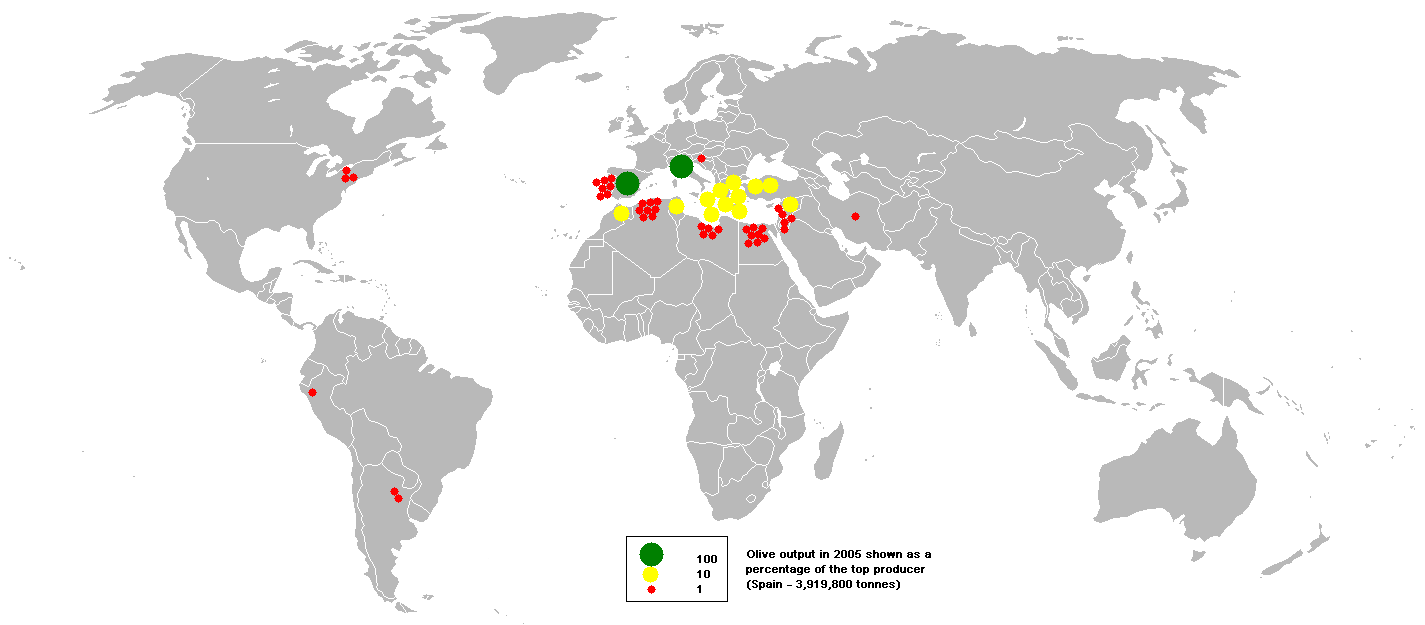
Producción olivarera mundial (2005).

Existen otros lugares productores y consumidores de aceite de oliva, como son Portugal y Francia. En Portugal es celebrada la recogida de la aceituna (denominada apanha) en numerosas villas. Antaño tuvo importancia su comercialización en diferentes países del denominado Imperio portugués. En la actualidad Portugal cuenta con cinco denominaciones de origen: Beira Interior, Norte Alentejo, Tras los Montes, Moura y Ribatejo. En Francia la localidad de Nyons ha logrado la Appellation d'origine contrôlée (AOC) debido al aceite elaborado con la variedad tanché. En América hay cierta producción en Argentina, en Chile (que exporta, sobre todo, a Brasil) y en California (donde se cultivan las variedades procedentes de la colonización de México; las denominadas misionera y San Bernardino).

## Producción aceitera mundial
El aceite de oliva, al igual que el vino tiene ciertas localizaciones geográficas en forma de franjas paralelas al ecuador terrestre, ambas están marcadas por condiciones climáticas especiales que favorecen el cuidado y mantenimiento del olivo. Tan solo un 3 % de la producción mundial se realiza fuera del área del Mediterráneo y España, Grecia, Túnez e Italia acaparan más del 70 % de la producción mundial. La demanda de aceite ha ido creciendo desde 1990 casi un 60 %. Según La FAO la producción mundial de aceite de oliva en toneladas, clasificada por países es la siguiente (solo se citan los 18 países con una mayor producción que representan más del 96 % del total (en Tm) y sus respectivos porcentajes sobre el total mundial):
| Países         | 2000      | %       | 2005      | %       | 2009      | %      | 2014      | %      | 2018      |
| -------------- | --------- | ------- | --------- | ------- | --------- | ------ | --------- | ------ | --------- |
| España         | 962 400   | 38,2 %  | 819 428   | 32,1 %  | 1 199 200 | 41,2 % | 1 775 800 | 54,3 % | 1.790.309 |
| Grecia         | 408 375   | 16,2 %  | 386 385   | 15,1 %  | 332 600   | 11,4 % | 131 900   | 4,0 %  | 327.718   |
| Túnez          | 115 000   | 4,6 %   | 210 000   | 8,2 %   | 150 000   | 5,2 %  | 70 000    | 2,1 %  | 278.300   |
| Italia         | 507 400   | 20,1 %  | 671 315   | 26,3 %  | 587 700   | 20,2 % | 461 000   | 14,1 % | 277.713   |
| Marruecos      | 40.000    | 1,6 %   | 50.000    | 2,0 %   | 95.300    | 3,3 %  | 120.000   | 3,7 %  | 174.400   |
| Turquía        | 185 000   | 7,3 %   | 115 000   | 4,5 %   | 143 600   | 4,9 %  | 190 000   | 5,8 %  | 154.326   |
| Siria          | 165 354   | 6,6 %   | 123 143   | 4,8 %   | 168 163   | 5,8 %  | 165 000   | 5,0 %  | 118.281   |
| Portugal       | 25 974    | 1,0 %   | 31 817    | 1,2 %   | 53 300    | 1,8 %  | 91 600    | 2,8 %  | 109.443   |
| Argelia        | 30 488    | 1,2 %   | 34 694    | 1,4 %   | 56 000    | 1,9 %  | 44 000    | 1,3 %  | 96.632    |
| Egipto         |           |         |           |         | 4.300     |        | 19.000    |        | 28.800    |
| Argentina      | 10 500    | 0,4 %   | 20 000    | 0,8 %   | 22 700    | 0,8 %  | 30 000    | 0,9 %  | 27.500    |
| Chile          |           |         |           |         | 4.050     |        | 15.800    |        | 21.900    |
| Jordania       | 27 202    | 1,1 %   | 17 458    | 0,7 %   | 16 760    | 0,6 %  | 30 000    | 0,9 %  | 21.233    |
| Australia      | 500       | 0,02 %  | 5000      | 0,2 %   | 15 000    | 0,5 %  | 18 000    | 0,6 %  | 20.800    |
| Líbano         | 5300      | 0,2 %   | 6800      | 0,3 %   | 19 700    | 0,7 %  | 20 500    | 0,6 %  | 19.300    |
| Libia          | 6000      | 0,2 %   | 7900      | 0,3 %   | 15 000    | 0,5 %  | 15 000    | 0,5 %  | 17.300    |
| Israel         |           |         |           |         | 7.200     |        | 16.200    |        | 16.700    |
| Estados Unidos |           |         |           |         | 3.000     |        | 8.000     |        | 16.000    |
| TOTAL MUNDIAL  | 2 518 629 | 100,0 % | 2 552 182 | 100,0 % | 2 911 115 | 100 %  | 3 270 500 | 100 %  |           |
| Fuentes: FAO   |           |         |           |         |           |        |           |        |           |

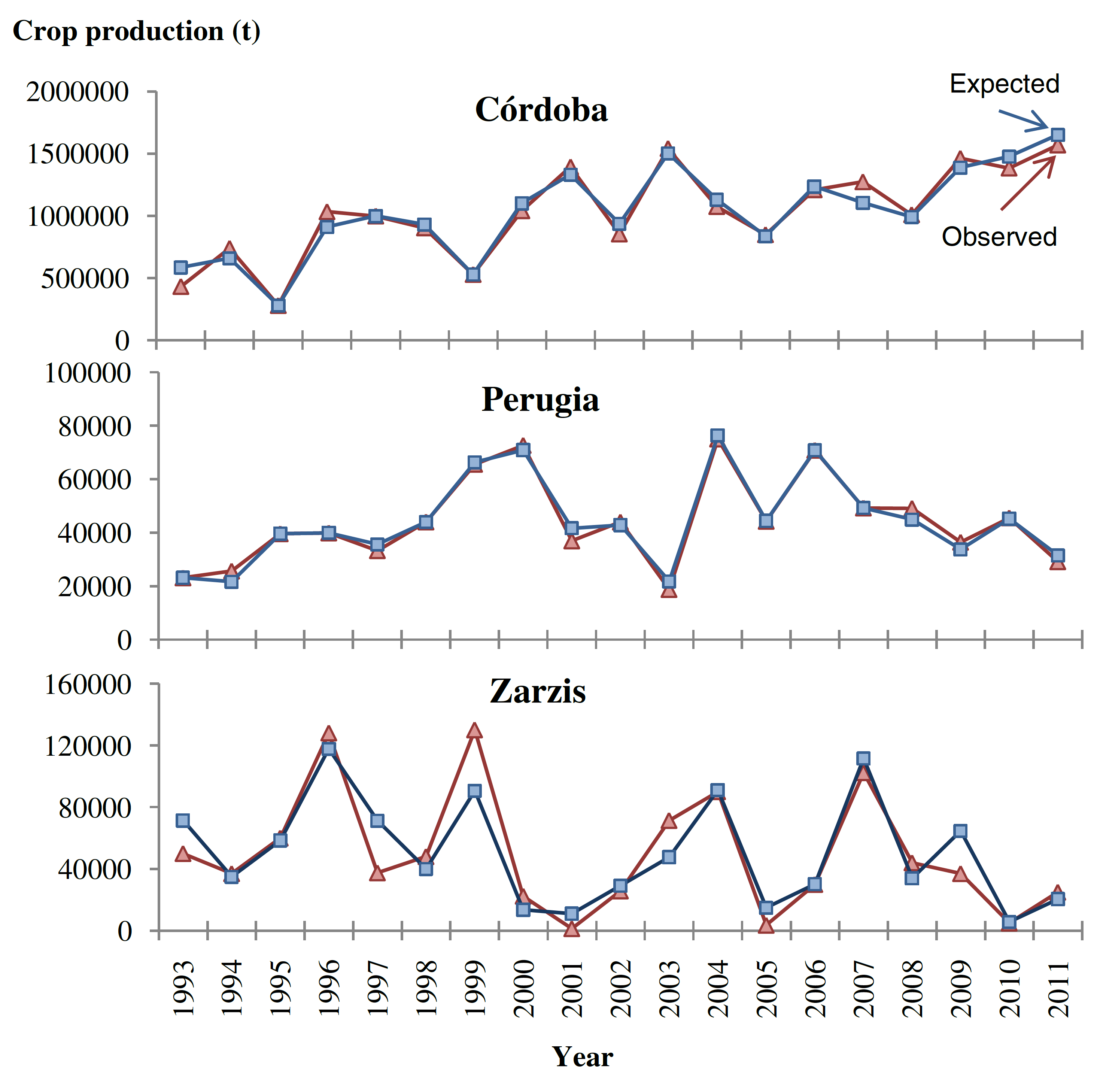
Predicción de cosecha de aceitunas basada en el método aerobiológico (Oteros et al., 2014)

Existen diferentes métodos de predicción de la cosecha con cierta antelación con la finalidad de realizar proyecciones econométricas fiables: por ejemplo, por medidas por satélite, estudio de series temporales, estimación visual o mediante el método aerobiológico.

## Conservación y cuidado
El aceite de oliva virgen, como todas las grasas, requiere que sea conservado en adecuadas condiciones ambientales para mantener a lo largo del tiempo sus características organolépticas. Una mala conservación hará que se pierdan los aromas y sabores agradables y que puedan aparecer otros indeseables que deprecien el producto.
Para una adecuada conservación del aceite de oliva virgen, se debe proteger de la luz y mantenerlo a una temperatura lo más constante posible, sin grandes oscilaciones y que no sea ni muy elevada ni baja. También es importante mantenerlo lo más aislado posible del aire ya que en contacto con él se producen fenómenos de oxidación que conducen al enranciamiento, así como que pueda adquirir sabores u olores de la atmósfera que le rodee.
Por ello lo ideal sería mantener el aceite en envases o depósitos herméticos, a oscuras y a una temperatura suave.

## Envasado
En 2014, el Ministerio de Agricultura de España prohibió las aceiteras rellenables en la hostelería, para evitar que se rellenaran con aceite de una calidad inferior.